# Werkverzeichnis Thomas Eakins

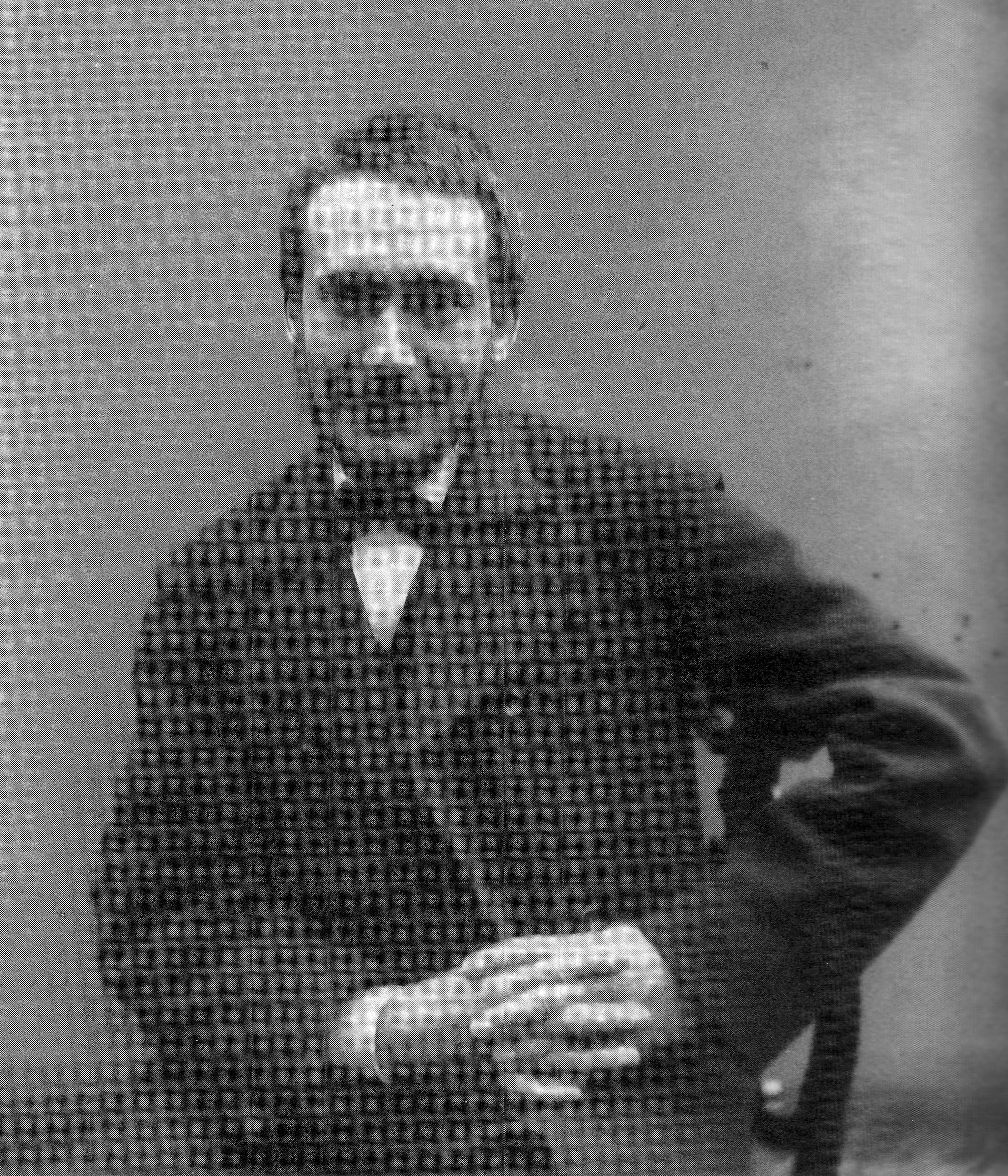
Thomas Eakins, etwa 1882

Dieser Artikel listet die Gemälde, Zeichnungen und Skulpturen von Thomas Eakins auf. Da es keinen catalogue raisonné gibt, ist dies eine Zusammenstellung der bestehenden Kataloge.

## Hintergrund
Zu Lebenszeiten verkaufte Eakins nur wenige Gemälde. Nach seinem Tod gingen die unverkauften Werke in den Besitz seiner Witwe, Susan Macdowell Eakins, über, die sie in der gemeinsamen Wohnung bewahrte. Sie widmete fortan ihr Leben dem Erbe ihres Mannes. Bis zu ihrem Tod stiftete sie zahlreiche bedeutende Werke verschiedenen Museen in der Welt, insbesondere das Philadelphia Museum of Art profitierte von den Schenkungen.
Nach ihrem Tod 1938 wurde der Haushalt aufgelöst, um das Haus zu versteigern. Als der frühere Eakins-Student Charles Bregler das Haus betrat, war er schockiert vom Vorgefundenen: “most tragic and pitiful sight I ever saw. Every room was cluttered with debris as all the contents of the various drawers, closets etc were thrown upon the floor as they removed the furniture. All the life casts were smashed… I never want to see anything like this again.” Die Anzahl der verlorenen oder zerstörten Werke bleibt unbekannt.
Bregler las die Reste auf, im Wesentlichen Zeichnungen und Studien. Er blieb über seine Funde verschwiegen und zeigte sie kaum. Nach seinem Tod ging diese Sammlung an seine zweite Frau, die ebenfalls die Werke unter Verschluss hielt. Kurz vor ihrem Tod verkaufte sie die Sammlung an die Pennsylvania Academy of the Fine Arts.

## Historiographie
Anfang der 1930er ließ Dowell Eakins die Sammlung von Lloyd Goodrich inventarisieren, der auch die noch lebenden Bekannten von Eakins interviewte und Eakins Notizen studierte. 1933 veröffentlichte er Thomas Eakins: His Life and Works. Obwohl unvollständig, nicht illustriert und ohne Eakins Fotografien, war dies der erste Versuch, einen Katalog von Eakins zu erstellen.
In den 1970ern veröffentlichte Gordon Hendricks die beiden Kataloge The Photographs of Thomas Eakins (1972; ISBN 0-670-55261-5, ein illustrierter Katalog der Fotografien aus Eakins Umfeld: „Circle of Eakins“) und The Life and Work of Thomas Eakins (1974; ISBN 0-670-42795-0, mit Werken, die bei Goodrich noch fehlen).
In den 1980ern kehrte Goodrich zum Thema zurück und begann das dreibändige Thomas Eakins. Der als Katalog angelegte dritte Band kam nach seinem Tod 1987 nicht mehr zustande. Seine Papiere stiftete er dem Philadelphia Museum of Art, das die Arbeit nicht zu Ende führte.
Erst 1987 erfuhren Kunsthistoriker von der Bregler-Sammlung. 1997 veröffentlichte Kathleen Foster den Bregler-Katalog Thomas Eakins Rediscovered. (ISBN 0-300-06174-9)

## Organisation dieser Liste
Die Sortierung folgt soweit möglich Goodrichs Katalog und seinen Entwürfen für den dritten Band. Sein Katalog gliedert sich in drei Teile:
- Juvenalia – Frühe Werke aus der Zeit vor Eakins’ Paris-Aufenthalt, gekennzeichnet durch den Buchstaben J.
- Werke aus dem 1933er Katalog – „G“ gefolgt von einer Zahl.
- Werke aus dem unvollendeten Verzeichnis aus den 1980ern – „G“ gefolgt von einer Zahl und einem Buchstaben.

Werke aus der Bregler-Sammlung tragen die Nummer aus Thomas Eakins Rediscovered.

## Goodrichs Katalog der Gemälde und Skulpturen
| Titel                                                                                        | Katalog #                                            | Format                                             | Jahr                         | Maße (Zoll)                                                                                  | Notiz | Sammlung | Abbildung                           |
| -------------------------------------------------------------------------------------------- | ---------------------------------------------------- | -------------------------------------------------- | ---------------------------- | -------------------------------------------------------------------------------------------- | --- | --- | ----------------------------------- |
| Map of Switzerland                                                                           | J1                                                   | Stift, Tinte, Wasserfarben auf Papier              | ca. 1856–1857                |                                                                                              | | Hirshhorn Museum and Sculpture Garden, Washington, D.C.                                                                                       |                                     |
| Map of France, Spain, Portugal, and Italy                                                    | J2                                                   | Stift, Tinte, Wasserfarben auf Papier              | ca. 1856–1857                | 16 × 20                                                                                      | | Sammlung von Mr. und Mrs. Francis Walters |                                     |
| Spanish Scene: Peasant Crossing a Stream                                                     | J3                                                   | Stift und Kreide auf Papier                        | März 1858                    | 10 1/16 × 14 7/16                                                                            | | Hirshhorn Museum and Sculpture Garden, Washington, D.C.                                                                                       |                                     |
| Spanish Scene: Peasants and Travellers Among Ruins                                           | J4                                                   | Stift und Kreide auf Papier                        | 1858                         | 11½ × 16 15/16                                                                               | | Hirshhorn Museum and Sculpture Garden, Washington, D.C.                                                                                       |                                     |
| Camel and Rider                                                                              | J5                                                   | Stift und Kreide auf Papier                        | 1858                         |                                                                                              | | Sammlung von Mr. und Mrs. Daniel Dietrich II                                                                                                  |                                     |
| Perspective of a Lathe                                                                       | J6                                                   | Stift und Kreide auf Papier                        | 1860                         | 16 5/16 × 22                                                                                 | | Hirshhorn Museum and Sculpture Garden, Washington, D.C.                                                                                       |                                     |
| Drawing of Gears                                                                             | J7                                                   | Stifte und Tinte auf Papier                        | ca. 1860                     | 11 7/16 × 16⅞                                                                                | | Hirshhorn Museum and Sculpture Garden, Washington, D.C.                                                                                       |                                     |
| Visiting Card with Landscape                                                                 | J8                                                   |                                                    | späte 1850er                 |                                                                                              | | Hirshhorn Museum and Sculpture Garden, Washington, D.C.                                                                                       |                                     |
| Machinery                                                                                    | J9                                                   |                                                    | ca. 1860                     |                                                                                              | | |                                     |
| The Icosahedron                                                                              | J10                                                  |                                                    | ca. 1860                     |                                                                                              | | Pennsylvania Academy of the Fine Arts, Philadelphia, Pennsylvania                                                                             |                                     |
| "Freedom"                                                                                    | J11                                                  |                                                    | ca. 1860                     |                                                                                              | Zeichnung nach der Statue of Freedom von Thomas Crawford | Pennsylvania Academy of the Fine Arts, Philadelphia, Pennsylvania                                                                             |                                     |
| Nude woman, seated, wearing a mask                                                           | 1                                                    | Kohle auf Papier                                   | ca. 1863–1866                | 24¼ × 18⅝ Zoll                                                                               | | Philadelphia Museum of Art, Philadelphia, Pennsylvania                                                                                        |                                     |
| Nude woman, back turned                                                                      | 2                                                    | Kohle auf Papier                                   |                              |                                                                                              | | Philadelphia Museum of Art, Philadelphia, Pennsylvania                                                                                        |                                     |
| Nude boy                                                                                     | 3                                                    | Kohle auf Papier                                   |                              |                                                                                              | | Philadelphia Museum of Art, Philadelphia, Pennsylvania                                                                                        |                                     |
| Nude man, seated                                                                             | 4                                                    | Kohle auf Papier                                   |                              |                                                                                              | | Philadelphia Museum of Art, Philadelphia, Pennsylvania                                                                                        |                                     |
| Nude woman reclining, back turned                                                            | 5                                                    | Kohle auf Papier                                   |                              |                                                                                              | | Philadelphia Museum of Art, Philadelphia, Pennsylvania                                                                                        |                                     |
| Nude woman, reclining, seen from the front                                                   | 6                                                    | Kohle auf Papier                                   |                              |                                                                                              | | Philadelphia Museum of Art, Philadelphia, Pennsylvania                                                                                        |                                     |
| Head, bust and arm of a child                                                                | 7                                                    | Kohle auf Papier                                   |                              |                                                                                              | | Philadelphia Museum of Art, Philadelphia, Pennsylvania                                                                                        |                                     |
| Arm resting on the back of a chair                                                           | 8                                                    | Kohle auf Papier                                   |                              |                                                                                              | | Philadelphia Museum of Art, Philadelphia, Pennsylvania                                                                                        |                                     |
| Nude man with a beard, seated on the floor                                                   | 9                                                    | Kohle auf Papier                                   | 1869                         |                                                                                              | Auf der Rückseite der mittlere Teil eines nackten Mannes. | Philadelphia Museum of Art, Philadelphia, Pennsylvania                                                                                        |                                     |
| Nude man standing                                                                            | 10                                                   | Kohle auf Papier                                   |                              |                                                                                              | | |                                     |
| Legs of a seated model                                                                       | 11                                                   | Kohle auf Papier                                   |                              |                                                                                              | | Newark Museum, Newark (New Jersey) |                                     |
| Legs of a standing model                                                                     | 12                                                   | Kohle auf Papier                                   |                              |                                                                                              | | |                                     |
| Head and bust of an Arab man with a turban                                                   | 13                                                   | Kohle auf Papier                                   | 1866–1867                    |                                                                                              | | Fine Arts Museums of San Francisco, San Francisco                                                                                             |                                     |
| Torso and arm of a nude man                                                                  | 14                                                   | Kohle auf Papier                                   |                              |                                                                                              | | |                                     |
| Nude woman reclining on a couch                                                              | 15                                                   | Kohle auf Papier                                   | 1863–1866                    |                                                                                              | | Fogg Art Museum, Cambridge (Massachusetts) |                                     |
| Nude woman reclining, wearing a mask                                                         | 16                                                   | Kohle auf Papier                                   |                              |                                                                                              | | |                                     |
| Nude woman standing                                                                          | 17                                                   | Kohle auf Papier                                   | 1876                         |                                                                                              | | |                                     |
| Nude man seated                                                                              | 18                                                   | Kohle auf Papier                                   | ca. 1869                     |                                                                                              | Doppelseitig mit "Head of a Warrior". Für 50000US$ am 8. Dezember 2008 bei Christie's versteigert | |                                     |
| Illustrated letter to his Mother, Nov. 8–9, 1866                                             | 18A                                                  |                                                    |                              |                                                                                              | | Hirshhorn Museum and Sculpture Garden, Washington, D.C.                                                                                       |                                     |
| Antique study, female head                                                                   | 19                                                   | Öl auf schwerem Papier                             | ca. 1867–1869                |                                                                                              | Verloren | |                                     |
| Antique study, male roman head                                                               | 20                                                   | Öl auf Leinwand                                    | ca. 1867–1869                |                                                                                              | Verloren | |                                     |
| Study of a leg                                                                               | 21                                                   | Öl auf schwerem Papier                             | ca. 1867–1869                |                                                                                              | | Joslyn Art Museum, Omaha |                                     |
| Study of a ram's head                                                                        | 22                                                   | Öl auf Leinwand                                    | ca. 1867–1869                |                                                                                              | Verloren | |                                     |
| Study of a girl's head                                                                       | 23                                                   | Öl auf Leinwand                                    | ca. 1868–1869                |                                                                                              | | Private Sammlung |                                     |
| Study of a girl's head                                                                       | 24                                                   | Öl auf Leinwand                                    | ca. 1867–1874                |                                                                                              | | Hirshhorn Museum and Sculpture Garden, Washington, D.C.                                                                                       |                                     |
| Study of a girl's head                                                                       | 25                                                   | Öl auf Leinwand                                    | ca. 1867–1869                |                                                                                              | | Philadelphia Museum of Art, Philadelphia, Pennsylvania                                                                                        |                                     |
| The Strong Man                                                                               | 26                                                   | Öl auf Leinwand                                    | ca. 1867–1869                |                                                                                              | Studie | Philadelphia Museum of Art, Philadelphia, Pennsylvania                                                                                        |                                     |
| Bust of a Man (Study of a Nude Man)                                                          | 27                                                   | Öl auf Leinwand                                    | ca. 1867–1869                |                                                                                              | | Philadelphia Museum of Art, Philadelphia, Pennsylvania                                                                                        |                                     |
| Study of a student's head                                                                    | 28                                                   | Öl auf Leinwand montiert auf Pappe                 | ca. 1867–1878                |                                                                                              | Vermutlich verloren. Für 46750US$ im Mai 2001 bei Sotheby's versteigert. | |                                     |
| Study of a student's head                                                                    | 29                                                   | Öl auf Leinwand montiert auf Pappe                 | ca. 1867–1879                |                                                                                              | | Sammlung von William E. Stokes |                                     |
| Female Model (vormals A Negress)                                                             | 30                                                   | Öl auf Leinwand                                    |                              |                                                                                              | | De Young Museum, San Francisco |                                     |
| Scene in a Cathedral                                                                         | 31                                                   | Öl auf Leinwand                                    |                              |                                                                                              | Vormals im Hirshhorn Museum and Sculpture Garden. Für 18750US$ am 1. Dezember 2010 bei Christie's versteigert.                                                                                                | |                                     |
| Carmelita Requena                                                                            | 32                                                   | Öl auf Leinwand                                    | 1869                         |                                                                                              | | Metropolitan Museum of Art, New York City |                                     |
| A Street Scene in Seville                                                                    | 33                                                   | Öl auf Leinwand                                    | 1870                         |                                                                                              | | Sammlung von Erving und Joyce Wolf |                                     |
| A Spanish Woman (Auch "Dolores")                                                             | 34                                                   | Öl auf Leinwand                                    |                              |                                                                                              | | |                                     |
| Francis Eakins                                                                               | 35                                                   | Öl auf Leinwand                                    | Spätes 1870 oder frühes 1871 |                                                                                              | | Nelson-Atkins Museum of Art, Kansas City (Missouri)                                                                                           |                                     |
| At the Piano                                                                                 | 36                                                   | Öl auf Leinwand                                    | Spätes 1870 oder frühes 1871 |                                                                                              | | Blanton Museum of Art, Austin (Texas) |                                     |
| Home Scene                                                                                   | 37                                                   | Öl auf Leinwand                                    | Spätes 1870 oder frühes 1871 |                                                                                              | | Brooklyn Museum of Art, New York City |                                     |
| Benjamin Eakins                                                                              | 38                                                   | Wasserfarben auf Papier                            | ca. 1870                     |                                                                                              | | Private Sammlung |                                     |
| Margaret in Skating Costume                                                                  | 39                                                   | Öl auf Leinwand                                    | 1871                         |                                                                                              | | Philadelphia Museum of Art, Philadelphia, Pennsylvania                                                                                        |                                     |
| Margaret (study)                                                                             | 40                                                   | Öl auf Leinwand                                    | ca. 1871                     |                                                                                              | Vormals im Hirshhorn Museum and Sculpture Garden. Am 19. Mai 2010 bei Sotheby's versteigert. | |                                     |
| Margaret (sketch)                                                                            | 41                                                   | Öl auf Leinwand                                    | ca. 1871                     |                                                                                              | | Mitchell Museum in Cedarhurst, Mount Vernon (Illinois)                                                                                        |                                     |
| Hiawatha                                                                                     | 42                                                   | Wasserfarben auf Papier                            |                              |                                                                                              | Nicht mehr vorhanden. | |                                     |
| Hiawatha                                                                                     | 43                                                   | Öl auf Leinwand                                    |                              |                                                                                              | Studie für Hiawatha Wasserfarben. Fehlerhaft als unvollendet beschrieben. | Hirshhorn Museum and Sculpture Garden, Washington, D.C.                                                                                       |                                     |
| Max Schmitt im Einer                                                                         | 44                                                   | Öl auf Leinwand                                    | 1871                         |                                                                                              | | Metropolitan Museum of Art, New York City |                                     |
| Drawing of the Girard Avenue Bridge                                                          | 44A                                                  | Zeichnung                                          |                              |                                                                                              | Doppelseitig, auf der Rückseite eine Skizze. | Hirshhorn Museum and Sculpture Garden, Washington, D.C.                                                                                       |                                     |
| Portrait of M.H. Messchert                                                                   | 44B                                                  | Gemälde                                            |                              |                                                                                              | | |                                     |
| Kathrin (Girl with a cat)                                                                    | 45                                                   | Öl auf Leinwand                                    | 1872                         |                                                                                              | | Yale University Art Gallery, New Haven (Connecticut)                                                                                          |                                     |
| Study for Kathrin                                                                            | 45A                                                  | Zeichnung                                          |                              |                                                                                              | | |                                     |
| Elizabeth Crowell and her Dog                                                                | 46                                                   | Öl auf Leinwand                                    | Frühe 1870er                 |                                                                                              | | San Diego Museum of Art, San Diego |                                     |
| Mrs. James W. Crowell                                                                        | 47                                                   | Öl auf Leinwand                                    | Frühe 1870er                 |                                                                                              | | |                                     |
| Grouse                                                                                       | 48                                                   | Öl auf Leinwand                                    | 1872                         |                                                                                              | | Mint Museum of Art, Charlotte (North Carolina)                                                                                                |                                     |
| The Pair-Oared Shell                                                                         | 49                                                   | Öl auf Leinwand                                    | 1872                         |                                                                                              | | Philadelphia Museum of Art, Philadelphia, Pennsylvania                                                                                        |                                     |
| Perspective Drawing for The Pair-Oared Shell                                                 | 50                                                   | Stift und Kreide auf Papier montiert auf Pappe     |                              |                                                                                              | | Philadelphia Museum of Art, Philadelphia, Pennsylvania                                                                                        |                                     |
| Perspective Drawing for The Pair-Oared Shell                                                 | 51                                                   | Stift, Tinte und Wasserfarben auf Papier auf Pappe | 1872                         |                                                                                              | | Philadelphia Museum of Art, Philadelphia, Pennsylvania                                                                                        |                                     |
| The Biglin Brothers Turning the Stake                                                        | 52                                                   | Öl auf Leinwand                                    | 1873                         |                                                                                              | | Cleveland Museum of Art, Cleveland |                                     |
| Perspective Drawing for the Biglin Brothers Turning the Stake                                | 52A                                                  | Zeichnung                                          |                              |                                                                                              | | Cleveland Museum of Art, Cleveland |                                     |
| Perspective Drawing for the Biglin Brothers Turning the Stake                                | 53                                                   | Stift und Kreide auf Papier montiert auf Pappe     | 1873                         |                                                                                              | | Hirshhorn Museum and Sculpture Garden, Washington, D.C.                                                                                       |                                     |
| The Pair-Oared Race – John and Barney Biglin Turning the Stake                               | 54                                                   | Wasserfarben                                       | 1874                         |                                                                                              | Verloren | |                                     |
| A Rower                                                                                      | 55                                                   | Wasserfarben                                       |                              |                                                                                              | Von Jean-Léon Gérôme an Thomas Eakins gegeben. "Heutiger Standort unbekannt" | |                                     |
| John Biglin (auch "The Sculler")                                                             | 56                                                   | Wasserfarben                                       | 1874                         | 16⅞ × 23 15/16                                                                               | | Yale University Art Gallery, New Haven, Connecticut                                                                                           |                                     |
| John Biglin in a Single Scull                                                                | 57                                                   | Wasserfarben auf Papier                            | 1873 oder frühes 1874        | 19 5/16 × 24⅞                                                                                | | Metropolitan Museum of Art, New York City |                                     |
| Perspective Drawing for John Biglin in a Single Scull                                        | 58                                                   | Stift und Kreide auf Papier montiert auf Pappe     | ca. 1874                     | 27⅜ × 45¼                                                                                    | | Museum of Fine Arts, Boston |                                     |
| John Biglin in a Single Scull                                                                | 59                                                   | Öl auf Leinwand                                    | 1873–1874                    | 24⅜ × 16                                                                                     | | Yale University Art Gallery, New Haven, Connecticut                                                                                           |                                     |
| John Biglin in a Single Scull                                                                | 60                                                   | Wasserfarben                                       | 1873–1874                    |                                                                                              | Gegeben an Jean-Léon Gérôme durch Thomas Eakins. | |                                     |
| The Biglin Brothers Racing                                                                   | 61                                                   | Öl auf Leinwand                                    | Vermutlich 1873              |                                                                                              | | National Gallery of Art, Washington, D.C. |                                     |
| Perspective Drawing for the Biglin Brothers Racing                                           | 62                                                   | Stift und Kreide auf Papier montiert auf Pappe     |                              |                                                                                              | | Hirshhorn Museum and Sculpture Garden, Washington, D.C.                                                                                       |                                     |
| Oarsmen on the Schuylkill                                                                    | 63                                                   | Öl auf Leinwand                                    | ca. 1873                     |                                                                                              | Vormals Brooklyn Museum of Art. | Private Sammlung. |                                     |
| Oarsman in a Single Scull (auch "Sketch of Max Schmitt in a Single Scull")                   | 64                                                   | Öl auf Leinwand                                    |                              |                                                                                              | | Philadelphia Museum of Art, Philadelphia, Pennsylvania                                                                                        |                                     |
| Oarsmen                                                                                      | 65                                                   | Öl auf Leinwand                                    | Vermutlich ca. 1873          |                                                                                              | | Portland Art Museum, Portland (Oregon) |                                     |
| The Schreiber Brothers                                                                       | 66                                                   | Öl auf Leinwand                                    | 1874                         |                                                                                              | | Yale University Art Gallery, New Haven, Connecticut                                                                                           |                                     |
| Perspective Drawing                                                                          | 67                                                   | Stift und Kreide auf Papier montiert auf Pappe     |                              |                                                                                              | | Pennsylvania Academy of the Fine Arts, Philadelphia, Pennsylvania                                                                             |                                     |
| The Artist and His Father Hunting Reed Birds                                                 | 68                                                   | Öl auf Leinwand                                    | ca. 1874                     |                                                                                              | | Virginia Museum of Fine Arts, Richmond (Virginia)                                                                                             |                                     |
| Perspective Drawing for the Artist and His Father Hunting Reed Birds                         | 69                                                   | Stift und Kreide auf Papier montiert auf Pappe     |                              |                                                                                              | | |                                     |
| Pushing for the Rail                                                                         | 70                                                   | Öl auf Leinwand                                    | 1874                         |                                                                                              | | Metropolitan Museum of Art, New York City |                                     |
| Whistling for Plover                                                                         | 71                                                   | Wasserfarben auf Papier                            | 1874                         |                                                                                              | | Brooklyn Museum of Art, New York City |                                     |
| Whistling for Plover                                                                         | 72                                                   | Öl                                                 |                              |                                                                                              | | |                                     |
| Sketch for Hunting                                                                           | 73                                                   | Öl auf Leinwand montiert auf Pappe                 | ca. 1874                     |                                                                                              | | Sammlung von Jamie Wyeth |                                     |
| Studien von gejagten Vögeln (Auch "Plover")                                                  | 74                                                   | Öl auf Leinwand montiert auf Pappe                 |                              |                                                                                              | | Virginia Museum of Fine Arts, Richmond (Virginia)                                                                                             |                                     |
| Landscape with a Dog                                                                         | 75                                                   | Öl auf Leinwand                                    |                              |                                                                                              | | Philadelphia Museum of Art, Philadelphia, Pennsylvania                                                                                        |                                     |
| Sailboats Racing on the Delaware                                                             | 76                                                   | Öl auf Leinwand                                    | 1874                         |                                                                                              | | Philadelphia Museum of Art, Philadelphia, Pennsylvania                                                                                        |                                     |
| Sailing                                                                                      | 77                                                   | Öl auf Leinwand                                    | ca. 1874                     |                                                                                              | | Philadelphia Museum of Art, Philadelphia, Pennsylvania                                                                                        |                                     |
| Starting Out After Rail                                                                      | 78                                                   | Öl auf Leinwand                                    | 1874                         |                                                                                              | | Museum of Fine Arts, Boston, Boston |                                     |
| Starting Out After Rail                                                                      | 79                                                   | Wasserfarben                                       | 1874                         |                                                                                              | | Wichita Art Museum, Wichita (Kansas) |                                     |
| Ships and Sailboats on the Delaware (auch "Becalmed")                                        | 80                                                   | Öl auf Leinwand                                    | 1874                         |                                                                                              | | Wadsworth Atheneum, Hartford (Connecticut) |                                     |
| Study for Ships and Sailboats on the Delaware                                                | 81                                                   | Öl auf Leinwand montiert auf Pappe                 |                              |                                                                                              | | Pennsylvania Academy of the Fine Arts, Philadelphia, Pennsylvania                                                                             |                                     |
| Ships and Sailboats on the Delaware                                                          | 82                                                   | Öl auf Leinwand                                    | 1874                         |                                                                                              | | Philadelphia Museum of Art, Philadelphia, Pennsylvania                                                                                        |                                     |
| Drifting                                                                                     | 83                                                   | Wasserfarben                                       | ca. 1874                     |                                                                                              | | National Gallery of Art, Washington, D.C. |                                     |
| Mrs. Benjamin Eakins                                                                         | 84                                                   | Öl auf Leinwand                                    | ca. 1874                     |                                                                                              | | Sammlung von Mr. und Mrs. Daniel Dietrich II                                                                                                  |                                     |
| Portrait of Professor Benjamin H. Rand                                                       | 85                                                   | Öl auf Leinwand                                    | 1874                         |                                                                                              | Vormals Thomas Jefferson University, Philadelphia, Pennsylvania, bis April 2007 (nach 130 Jahren in der Sammlung).                                                                                            | Crystal Bridges Museum of American Art, Bentonville (Arkansas)                                                                                |                                     |
| Baseball Players Practicing                                                                  | 86                                                   | Wasserfarben auf Papier                            | 1875                         |                                                                                              | | Rhode Island School of Design Museum, Providence                                                                                              |                                     |
| Perspective drawing for Baseball Players practicing                                          | 86A                                                  | Zeichnung                                          |                              |                                                                                              | | Hirshhorn Museum and Sculpture Garden, Washington, D.C.                                                                                       |                                     |
| Elizabeth at the Piano                                                                       | 87                                                   | Öl auf Leinwand                                    | 1875                         |                                                                                              | | Addison Gallery of American Art, Andover (Massachusetts)                                                                                      |                                     |
| Die Klinik Gross                                                                             | 88                                                   | Öl auf Leinwand                                    | 1875                         |                                                                                              | | Philadelphia Museum of Art and the Pennsylvania Academy of the Fine Arts, Philadelphia, Pennsylvania                                          |                                     |
| Sketch for the Gross Clinic                                                                  | 89                                                   | Öl auf Leinwand                                    | 1875                         |                                                                                              | | Philadelphia Museum of Art, Philadelphia, Pennsylvania                                                                                        |                                     |
| Dr. Gross (Study for "The Gross Clinic")                                                     | 90                                                   | Öl auf Leinwand                                    | 1875                         |                                                                                              | | Worcester Art Museum, Worcester (Massachusetts)                                                                                               |                                     |
| Black and White version                                                                      | 91                                                   | tinte auf Pappe                                    | 1875                         |                                                                                              | Nach dem Gemälde gezeichnet zur fotografischen Vervielfältigung als Collotypie. | Metropolitan Museum of Art, New York City |                                     |
| Drawing of Two Heads                                                                         | 92                                                   | Tinte und Pinsel auf Papier                        | 1876                         |                                                                                              | | Philadelphia Museum of Art, Philadelphia, Pennsylvania                                                                                        |                                     |
| Robert C.V. Meyers                                                                           | 93                                                   | Öl auf braunem Papier                              | 1875                         |                                                                                              | | Sammlung von Mr. und Mrs. Daniel Dietrich II                                                                                                  |                                     |
| The Zither Player                                                                            | 94                                                   | Wasserfarben auf Papier                            | 1876                         |                                                                                              | | Art Institute of Chicago, Chicago |                                     |
| J. Harry Lewis                                                                               | 95                                                   | Öl auf Leinwand                                    | 1876                         |                                                                                              | | Philadelphia Museum of Art, Philadelphia, Pennsylvania                                                                                        |                                     |
| The Chess Players                                                                            | 96                                                   | Holz                                               | 1876                         |                                                                                              | | Metropolitan Museum of Art, New York City |                                     |
| Perspective Drawing for the Chess Players                                                    | 97                                                   | Stift und Kreide auf Papier                        | 1875–1876                    |                                                                                              | | Metropolitan Museum of Art, New York City |                                     |
| M. Gardel                                                                                    | 98                                                   | Öl auf Papier auf Pappe                            |                              |                                                                                              | | Philadelphia Museum of Art, Philadelphia, Pennsylvania                                                                                        |                                     |
| Baby at Play                                                                                 | 99                                                   | Öl auf Leinwand                                    | 1876                         |                                                                                              | | National Gallery of Art, Washington, D.C. |                                     |
| Studies of a Baby                                                                            | 100                                                  | Öl auf Leinwand                                    |                              |                                                                                              | Doppelseitig. | Duke-Semans Fine Arts Foundation (in der Pflege des Nasher Museum of Art, Durham (North Carolina))                                            |                                     |
| Dr. John H. Brinton                                                                          | 101                                                  | Öl auf Leinwand                                    | 1876                         |                                                                                              | | National Museum of Health and Medicine des Armed Forces Institute of Pathology, Washington, D.C. Langzeitleihgabe der National Gallery of Art |                                     |
| Mrs. Samuel Hall Williams (Portrait of Abbie Williams)                                       | 102                                                  | Holz                                               | ca. 1876                     |                                                                                              | Vormals Art Institute of Chicago. Für 134500US$ am 27. September 2011 bei Christie's versteigert. | |                                     |
| Columbus in Prison                                                                           | 103                                                  | Öl auf Leinwand                                    | ca. 1876                     |                                                                                              | | Kennedy Galleries, New York City |                                     |
| Sketch for the Surrender of General Lee to General Grant at Appomattox                       | 103A                                                 | Öl auf Leinwand                                    |                              |                                                                                              | Vormals Hirshhorn Museum and Sculpture Garden. Für 32500US$ am 27. September 2011 bei Christie's versteigert.                                                                                                 | |                                     |
| Sketch for the Surrender of General Lee to General Grant at Appomattox                       | 103B                                                 | Öl auf Leinwand                                    |                              |                                                                                              | | Museum of Fine Arts, Boston |                                     |
| Will Schuster and Blackman Going Shooting                                                    | 104                                                  | Öl auf Leinwand                                    | 1876                         |                                                                                              | | Yale University Art Gallery, New Haven, Connecticut                                                                                           |                                     |
| Perspective Drawing for Will Schuster and Blackman Going Shooting                            | 104A                                                 | Zeichnung                                          |                              |                                                                                              | | Sammlung von Mr. und Mrs. Daniel Dietrich II                                                                                                  |                                     |
| Rail Shooting                                                                                | 105                                                  | Öl auf Leinwand                                    |                              |                                                                                              | Neutiger Aufenthalt unbekannt | |                                     |
| In Grandmother's Time                                                                        | 106                                                  | Öl auf Leinwand                                    | 1876                         |                                                                                              | | Smith College Museum of Art, Northampton (Massachusetts)                                                                                      |                                     |
| In Grandmother's Time                                                                        | 106A                                                 | Öl auf Holz                                        |                              |                                                                                              | Ursprünglich doppelseitig mit G-106B | |                                     |
| Landscape                                                                                    | 106B                                                 | Öl auf Holz                                        |                              |                                                                                              | Ursprünglich doppelseitig mit G-106A Vormals Hirshhorn Museum and Sculpture Garden. Am 23. März 2016 bei Christie's versteigert.                                                                              | |                                     |
| Archbishop James Frederick Wood                                                              | 107                                                  | Öl auf Leinwand                                    | 1877                         |                                                                                              | Vormals St. Charles Borromeo Seminary, Wynnewood (Pennsylvania), bis 2015. | Crystal Bridges Museum of American Art, Bentonville, Arkansas                                                                                 |                                     |
| Study for the portrait of James Frederick Wood                                               | 108                                                  | Öl auf Leinwand                                    | 1876                         |                                                                                              | | Yale University Art Gallery, New Haven, Connecticut                                                                                           |                                     |
| Scenes in a Cathedral                                                                        | 108A, 108B, 108C, 108D, 108E, 108F, 108G, 108H, 108I | Zeichnungen                                        |                              |                                                                                              | | Hirshhorn Museum and Sculpture Garden, Washington, D.C.                                                                                       |                                     |
| William Rush and His Model                                                                   | 109                                                  | Öl auf Leinwand                                    | 1876–1877                    |                                                                                              | | Philadelphia Museum of Art, Philadelphia, Pennsylvania                                                                                        |                                     |
| Studies for "William Rush"                                                                   | 109A, 109B, 109C, 109D, 109E, 109F, 109G, 109H,      | Zeichnungen                                        |                              |                                                                                              | | Hirshhorn Museum and Sculpture Garden, Washington, D.C.                                                                                       |                                     |
| Study for William Rush and His Model (Yale), G-111                                           | 110                                                  | Oil on cardboard,                                  | ca. 1877                     | 8¼ × 10½                                                                                     | | Farnsworth Art Museum, Rockland (Maine) |                                     |
| William Rush and His Model (Yale)                                                            | 111                                                  | Öl auf Leinwand                                    | 1876                         |                                                                                              | | Yale University Art Gallery, New Haven, Connecticut                                                                                           |                                     |
| Interior of Rush's Shop                                                                      | 112                                                  | Öl auf Leinwand                                    | 1876–1877                    |                                                                                              | | Philadelphia Museum of Art, Philadelphia, Pennsylvania                                                                                        |                                     |
| The Model (Nude: Study) Study for William Rush and His Model (Yale), G-111                   | 113                                                  | Öl auf Leinwand                                    | 1876                         |                                                                                              | | Art Institute of Chicago, Chicago |                                     |
| Seventy Years Ago                                                                            | 114                                                  | Wasserfarben auf Papier                            | 1877                         |                                                                                              | | Princeton University Art Museum, Princeton (New Jersey)                                                                                       |                                     |
| Sketch for Seventy Years Ago                                                                 | 115                                                  | Öl auf Leinwand                                    |                              |                                                                                              | | Seattle Art Museum, Seattle |                                     |
| Young Girl Meditating                                                                        | 116                                                  | Wasserfarben auf Papier                            | 1877                         |                                                                                              | | Metropolitan Museum of Art, New York City |                                     |
| Sketch for Young Girl Meditating                                                             | 117                                                  | Öl auf Leinwand                                    |                              |                                                                                              | | Pennsylvania Academy of the Fine Arts, Philadelphia, Pennsylvania                                                                             |                                     |
| Study for Young Girl Meditating                                                              | 117A                                                 | Öl auf Leinwand                                    | 1877                         |                                                                                              | | Sammlung von Martin Perez. |                                     |
| In Washington (Lafayette Park, Washington, D.C.)                                             | 118                                                  | Holz                                               | 1877                         |                                                                                              | Aus einem Fenster des Weißen Hauses gemalt, während Eakins auf Rutherford B. Hayes wartete. | Philadelphia Museum of Art, Philadelphia, Pennsylvania                                                                                        |                                     |
| The Courtship                                                                                | 119                                                  | Öl auf Leinwand                                    | ca. 1878                     |                                                                                              | | De Young Museum, San Francisco |                                     |
| Study for The Courtship                                                                      | 120                                                  | Öl auf Leinwand                                    | 1877–1878                    | 14 × 17                                                                                      | Für 80000US$ am 3. Juni 1983 bei Christie's versteigert. Gulf States Paper Corporation, Tuscaloosa, Alabama (1983–2013). Für 32500US$ am 25. September 2013 bei Christie's versteigert.                       | |                                     |
| The Spinner (sketch for The Courtship)                                                       | 121                                                  | Öl auf Leinwand                                    | ca. 1878                     |                                                                                              | | Worcester Art Museum, Worcester (Massachusetts)                                                                                               |                                     |
| The Spinner (sketch for The Courtship)                                                       | 122                                                  | Holz                                               |                              |                                                                                              | Skizze von Dr. Andrews auf der Rückseite. | Private Sammlung. |                                     |
| The Young Man (sketch for The Courtship)                                                     | 123                                                  | Öl auf Leinwand                                    |                              |                                                                                              | | |                                     |
| Anna Williams                                                                                | 123A                                                 |                                                    |                              |                                                                                              | | |                                     |
| Study for Anna Williams                                                                      | 123B                                                 |                                                    |                              |                                                                                              | | |                                     |
| Negro Boy Dancing (auch "The Dancing Lesson")                                                | 124                                                  | Wasserfarben auf Papier                            | 1878                         |                                                                                              | | Metropolitan Museum of Art, New York City |                                     |
| Drawing for the Negro Boy dancing                                                            | 124A                                                 | Zeichnung                                          | 1878                         |                                                                                              | | Pennsylvania Academy of the Fine Arts, Philadelphia, Pennsylvania                                                                             |                                     |
| Study for Negro Boy Dancing                                                                  | 125                                                  | Öl auf Leinwand                                    |                              |                                                                                              | | National Gallery of Art, Washington, D.C. |                                     |
| Study for Negro Boy Dancing                                                                  | 125A                                                 |                                                    |                              |                                                                                              | | National Gallery of Art, Washington, D.C. |                                     |
| Mrs. John H. Brinton                                                                         | 126                                                  | Öl auf Leinwand                                    | 1878                         |                                                                                              | Zeigt Sarah (Ward) Brinton, Ehefrau von John H. Brinton. | Sammlung von Mrs. Rodolphe Meyer de Schauensee                                                                                                |                                     |
| The Spelling Bee at Angel's                                                                  | 127                                                  |                                                    | 1878                         |                                                                                              | Veröffentlicht in Scribner’s Magazine, November 1878 | N/A |                                     |
| Thar's a New Game Down in Frisco                                                             | 127A                                                 | Öl auf Leinwand                                    |                              |                                                                                              | Studie für die zentrale stehende Figur in the Spelling Bee at Angel's. | Pennsylvania Academy of the Fine Arts, Philadelphia, Pennsylvania                                                                             |                                     |
| The Spelling Bee at Angel's                                                                  | 128                                                  |                                                    | 1878                         |                                                                                              | Veröffentlicht in Scribner’s Magazine, November 1878 | N/A |                                     |
| Mr. Neelus Peeler's Conditions                                                               | 129                                                  | Tinte und chinesisches Weiß auf Papier             | 1879                         |                                                                                              | Veröffentlicht in Scribner’s Magazine, Juni 1879 | Brooklyn Museum of Art, New York City |                                     |
| Perspective drawing for Mr. Neelus Peeler's Conditions                                       | 129A                                                 | Zeichnung                                          |                              |                                                                                              | | Hirshhorn Museum and Sculpture Garden, Washington, D.C.                                                                                       |                                     |
| Sketch for Mr. Neelus Peeler's Conditions                                                    | 130                                                  | Holz                                               |                              |                                                                                              | Doppelseitig, oft fälschlich "The Timer" | New Britain Museum of American Art, New Britain (Connecticut)                                                                                 |                                     |
| Four anatomical drawings                                                                     | 130A, 130B, 130C, 130D                               | Zeichnungen                                        |                              |                                                                                              | | Hirshhorn Museum and Sculpture Garden, Washington, D.C.                                                                                       |                                     |
| A Quiet Moment                                                                               | 131                                                  | Öl auf Leinwand                                    | 1879                         |                                                                                              | Verloren | |                                     |
| Sewing                                                                                       | 132                                                  | Öl auf Holz                                        | ca. 1879                     |                                                                                              | Innenraumskizze auf der Rückseite. | New Britain Museum of American Art, New Britain (Connecticut)                                                                                 |                                     |
| Study of a Woman Knitting                                                                    | 132A                                                 | Öl                                                 |                              |                                                                                              | | Hirshhorn Museum and Sculpture Garden, Washington, D.C.                                                                                       |                                     |
| The Fairman Rogers Four-in-Hand                                                              | 133                                                  | Öl auf Leinwand                                    | 1879–1880                    |                                                                                              | | Philadelphia Museum of Art, Philadelphia, Pennsylvania                                                                                        |                                     |
| Sketches for the Fairman Rogers Four-in-Hand                                                 | 134                                                  | Öl auf Holz                                        | 1879                         |                                                                                              | Doppelseitig: Kutsche und Mrs. Rogers. | Philadelphia Museum of Art, Philadelphia, Pennsylvania                                                                                        |                                     |
| Landscape sketch for the Fairman Rogers Four-in-Hand                                         | 135                                                  | Öl auf Holz                                        |                              |                                                                                              | Ursprünglich 5 oder 6 Skizzen. | | Rückseite, wie 1933.                |
| Study of the Delaware River                                                                  | 135A                                                 | Öl                                                 |                              |                                                                                              | Ursprünglich Teil von G-135. | |                                     |
| Study of a Man's Head for Mending the Net                                                    | 135B                                                 | Öl                                                 |                              |                                                                                              | Ursprünglich Teil von G-135. | Private Sammlung. |                                     |
| Study of a Woman's Head for Mending the Net                                                  | 135C                                                 | Öl                                                 |                              |                                                                                              | Ursprünglich Teil von G-135. | |                                     |
| Landscape sketch for the Fairman Rogers Four-in-Hand                                         | 136                                                  | Öl auf Holz                                        |                              |                                                                                              | Doppelseitig: Fairmount Park und Farbnotiz. | Philadelphia Museum of Art, Philadelphia, Pennsylvania                                                                                        |                                     |
| Study of Horse for The Fairman Rogers Four-in-Hand                                           | 137                                                  | Öl auf Holz                                        | 1879                         |                                                                                              | Ursprünglich andere Seite von 137A Vormals Hirshhorn Museum and Sculpture Garden. Am 21. Mai 2009 bei Sotheby'sversteigert.                                                                                   | |                                     |
| Study of Horses for The Fairman Rogers Four-in-Hand                                          | 137A                                                 | Öl auf Leinwand                                    | 1879                         |                                                                                              | Ursprünglich andere Seite von 137 Vormals Hirshhorn Museum and Sculpture Garden. Am 21. Mai 2009 bei Sotheby's versteigert.                                                                                   | |                                     |
| Fan                                                                                          | 137B                                                 |                                                    |                              |                                                                                              | Für 160000US$ am 24. Januar 1994 versteigert. | |                                     |
| General George Cadwalader                                                                    | 138                                                  | Öl auf Leinwand                                    | 1880                         |                                                                                              | | Butler Institute of American Art, Youngstown (Ohio)                                                                                           |                                     |
| General George Cadwalader                                                                    | 139                                                  | Öl auf Leinwand                                    | 1880                         |                                                                                              | | Sammlung der Mutual Assurance Company of Philadelphia.                                                                                        |                                     |
| Retrospection                                                                                | 140                                                  | Öl auf Holz                                        | 1880                         |                                                                                              | | Yale University Art Gallery, New Haven, Connecticut                                                                                           |                                     |
| Retrospection (Watercolor)                                                                   | 141                                                  | Wasserfarben auf Papier                            |                              |                                                                                              | | Philadelphia Museum of Art, Philadelphia, Pennsylvania                                                                                        |                                     |
| Walter MacDowell                                                                             | 141A                                                 | Öl                                                 |                              |                                                                                              | | Private Sammlung |                                     |
| The Crucifixion                                                                              | 142                                                  | Öl auf Leinwand                                    | 1880                         |                                                                                              | | Philadelphia Museum of Art, Philadelphia, Pennsylvania                                                                                        |                                     |
| Sketch for the Crucifixion                                                                   | 143                                                  | Öl auf Leinwand                                    | 1880                         |                                                                                              | | Hirshhorn Museum and Sculpture Garden, Washington, D.C.                                                                                       |                                     |
| J. Laurie Wallace posing                                                                     | 143A                                                 | Öl                                                 |                              |                                                                                              | Für 160000US$ am 3. Dezember 1987 bei Sotheby's versteigert. | Private collection |                                     |
| Spinning                                                                                     | 144                                                  | Wasserfarben auf Papier                            | 1881                         |                                                                                              | | Sammlung von Mrs. John Randolph Garrett Sr.                                                                                                   |                                     |
| Drawing for Spinning                                                                         | 144A                                                 | Zeichnung                                          |                              |                                                                                              | | |                                     |
| Sketch for Spinning                                                                          | 145                                                  | Öl auf Holz                                        |                              |                                                                                              | | Pennsylvania Academy of the Fine Arts, Philadelphia, Pennsylvania                                                                             |                                     |
| Spinning (auch "Homespun")                                                                   | 146                                                  | Wasserfarben auf Papier                            | 1881                         |                                                                                              | | Metropolitan Museum of Art, New York City |                                     |
| Sketch for Spinning                                                                          | 147                                                  | Öl auf Holz                                        |                              |                                                                                              | Doppelseitig: Skizze auf der Rückseite | Yale University Art Gallery, New Haven, Connecticut                                                                                           |                                     |
| The Pathetic Song                                                                            | 148                                                  | Öl auf Leinwand                                    | 1881                         |                                                                                              | | Corcoran Museum of Art, Washington, D.C. |                                     |
| Sketch for the Pathetic Song                                                                 | 149                                                  | Öl auf Holz                                        | 1881                         |                                                                                              | | Hirshhorn Museum and Sculpture Garden, Washington, D.C.                                                                                       |                                     |
| The Pathetic Song                                                                            | 149A                                                 | Wasserfarben                                       |                              |                                                                                              | | Metropolitan Museum of Art, New York City |                                     |
| Rail Shooting                                                                                | 150                                                  | Zeichnung                                          | 1881                         |                                                                                              | Veröffentlicht in Scribner’s Magazine, Juli 1881 | Yale University Art Gallery, New Haven, Connecticut                                                                                           |                                     |
| A Pusher (auch "Poleman in the Ma'sh)                                                        | 151                                                  | Zeichnung                                          | 1881                         | 11 × 5⅞                                                                                      | | National Gallery of Art, Washington, D.C. |                                     |
| Drawing for William Rush Carving The Allegorical Figure Of The Schuylkill                    | 151A                                                 | Zeichnung                                          |                              |                                                                                              | | Hirshhorn Museum and Sculpture Garden, Washington, D.C.                                                                                       |                                     |
| Shad-Fishing at Gloucester on the Delaware River (also called "Taking up the Net")           | 152                                                  | Öl auf Leinwand                                    | 1881                         |                                                                                              | | Philadelphia Museum of Art, Philadelphia, Pennsylvania                                                                                        |                                     |
| Shad-Fishing at Gloucester on the Delaware River (auch "Taking up the Net")                  | 153                                                  | Wasserfarben auf Papier                            | 1881                         |                                                                                              | | Metropolitan Museum of Art, New York City |                                     |
| Shad-Fishing at Gloucester on the Delaware River                                             | 154                                                  | Öl                                                 | 1881                         |                                                                                              | | Ball State University Art Museum, Muncie (Indiana)                                                                                            |                                     |
| Mending the Net                                                                              | 155                                                  | Öl auf Leinwand                                    | 1881                         |                                                                                              | | Philadelphia Museum of Art, Philadelphia, Pennsylvania                                                                                        |                                     |
| Drawing for Mending the Net                                                                  | 155A                                                 | Zeichnung                                          |                              |                                                                                              | | |                                     |
| A Fisherman                                                                                  | 156                                                  | Öl auf Pappe                                       |                              |                                                                                              | | Pennsylvania Academy of the Fine Arts, Philadelphia, Pennsylvania                                                                             |                                     |
| The Tree                                                                                     | 157                                                  | Öl auf Holz                                        |                              |                                                                                              | Ursprünglich doppelseitig mit G-157A. | |                                     |
| Mending the Net: Study of the Tree                                                           | 157A                                                 | Öl auf Holz                                        |                              |                                                                                              | Ursprünglich doppelseitig mit G-157. | |                                     |
| Mending the Net                                                                              | 158                                                  | Wasserfarben auf Papier                            | 1882                         |                                                                                              | Für 1400000US$ am 5. Juni 1997 bei Christie's versteigert. | |                                     |
| Drawing the Seine                                                                            | 159                                                  | Wasserfarben auf Papier                            | 1882                         |                                                                                              | | Philadelphia Museum of Art, Philadelphia, Pennsylvania                                                                                        |                                     |
| Hauling the Seine                                                                            | 160                                                  | Öl auf Leinwand                                    | 1882                         |                                                                                              | | Princeton University Art Museum, Princeton (New Jersey)                                                                                       |                                     |
| "The Meadows, Gloucester, New Jersey"                                                        | 161                                                  | Öl auf Leinwand                                    | ca. 1882                     |                                                                                              | | Philadelphia Museum of Art, Philadelphia, Pennsylvania                                                                                        |                                     |
| "Sketch for The Meadows, Gloucester, New Jersey"                                             | 162                                                  | Öl auf Holz                                        |                              |                                                                                              | Ursprünglich doppelseitig mit G-162A. | |                                     |
| Studie                                                                                       | 162A                                                 | Öl                                                 |                              |                                                                                              | Ursprünglich doppelseitig mit G-162. | |                                     |
| In the Country                                                                               | 163                                                  | Öl auf Leinwand                                    | ca. 1882                     | 10¼ × 14                                                                                     | Für 30000US$ am 29. November 1990 bei Sotheby's versteigert. | Private Sammlung |                                     |
| Near the Sea (Auch "Landscape study")                                                        | 164                                                  | Öl auf Leinwand                                    |                              |                                                                                              | | Sammlung von Mr. und Mrs. Daniel Dietrich II                                                                                                  |                                     |
| Untitled landscape sketch                                                                    | 165                                                  | Öl auf Holz                                        |                              |                                                                                              | Ursprünglich doppelseitig mit G-165A. | |                                     |
| Study of a horse                                                                             | 165A                                                 | Öl                                                 |                              |                                                                                              | Ursprünglich doppelseitig mit G-165. | |                                     |
| Untitled landscape sketch                                                                    | 166                                                  | Öl auf Leinwand                                    |                              |                                                                                              | | Philadelphia Museum of Art, Philadelphia, Pennsylvania                                                                                        |                                     |
| Delaware River Scene                                                                         | 167                                                  | Öl auf Leinwand                                    |                              |                                                                                              | | Pennsylvania Academy of the Fine Arts, Philadelphia, Pennsylvania                                                                             |                                     |
| Untitled landscape sketch                                                                    | 168                                                  | Öl auf Leinwand                                    |                              |                                                                                              | | |                                     |
| Untitled landscape sketch                                                                    | 169                                                  | Öl auf Pappe                                       |                              |                                                                                              | | Philadelphia Museum of Art, Philadelphia, Pennsylvania                                                                                        |                                     |
| Untitled landscape sketch                                                                    | 170                                                  | Oil on paper                                       |                              |                                                                                              | | Pennsylvania Academy of the Fine Arts, Philadelphia, Pennsylvania                                                                             |                                     |
| Untitled landscape sketch                                                                    | 171                                                  | Oil on paper                                       |                              |                                                                                              | | |                                     |
| Untitled landscape sketch                                                                    | 172                                                  | Öl auf Leinwand                                    |                              |                                                                                              | | Pennsylvania Academy of the Fine Arts, Philadelphia, Pennsylvania                                                                             |                                     |
| Untitled landscape sketch                                                                    | 173                                                  | Öl auf Leinwand                                    |                              |                                                                                              | | Sammlung von Mr. und Mrs. Daniel Dietrich II                                                                                                  |                                     |
| Untitled landscape sketch                                                                    | 174                                                  | Öl auf Leinwand                                    |                              |                                                                                              | | University at Buffalo, The State University of New York art gallery, Buffalo (New York)                                                       |                                     |
| Untitled landscape sketch                                                                    | 175                                                  | Öl auf Pappe                                       |                              |                                                                                              | | Sammlung von Mr. und Mrs. Daniel Dietrich II                                                                                                  |                                     |
| Untitled landscape sketch                                                                    | 176                                                  | Öl auf Leinwand                                    |                              |                                                                                              | | |                                     |
| Untitled landscape sketch                                                                    | 177                                                  | Öl auf Pappe                                       |                              |                                                                                              | | |                                     |
| The Brinton House                                                                            | 177A                                                 | Öl                                                 | 1878                         |                                                                                              | Zeigt das William Brinton 1704 House in der Birmingham Township, Chester County (Pennsylvania), für seinen Freund Dr. John Hill Brinton.                                                                      | |                                     |
| Study for Old Man in Taking The Count                                                        | 178                                                  | Öl auf Leinwand                                    | ca. 1898                     | 13¼ × 10                                                                                     | Für 78000US$ am 24. Mai 2007 bei Christie's versteigert. Für 46875US$ am 6. Dezember 2015 bei Freeman's Philadelphia versteigert.                                                                             | |                                     |
| Untitled sketch                                                                              | 179                                                  | Öl auf Leinwand montiert auf Pappe                 |                              |                                                                                              | | |                                     |
| Untitled sketch ("Girl in Shade")                                                            | 180                                                  | Öl auf Pappe                                       |                              |                                                                                              | | Joslyn Art Museum, Omaha |                                     |
| Untitled sketch                                                                              | 181                                                  | Öl auf Holz                                        |                              |                                                                                              | | |                                     |
| Boatman                                                                                      | 182                                                  | Öl auf Holz                                        | ca. 1879                     |                                                                                              | Doppelseitig | Philadelphia Museum of Art, Philadelphia, Pennsylvania                                                                                        |                                     |
| Untitled sketch                                                                              | 183                                                  | Öl auf Pappe                                       |                              |                                                                                              | | Sammlung von Mr. und Mrs. Daniel Dietrich II                                                                                                  |                                     |
| Untitled sketch                                                                              | 184                                                  | Öl auf schwerem Papier montiert auf Pappe          |                              |                                                                                              | | La Salle University art gallery, Philadelphia, Pennsylvania                                                                                   |                                     |
| Study of Three Balls of Wool and a Rosebush                                                  | 185                                                  | Öl auf Leinwand                                    |                              |                                                                                              | | Joslyn Art Museum, Omaha |                                     |
| Two Cylinders and a Ball                                                                     | 185A                                                 | Öl                                                 |                              |                                                                                              | | Joslyn Art Museum, Omaha |                                     |
| Untitled sketch                                                                              | 186                                                  | Öl auf schwerem Papier                             |                              |                                                                                              | | |                                     |
| Study of a woman seated                                                                      | 187                                                  | Öl auf Leinwand montiert auf Pappe                 |                              |                                                                                              | Am 28. November 2007 bei Doyle's angeboten, aber nicht versteigert. | |                                     |
| Street Scene                                                                                 | 187A                                                 | Öl                                                 |                              |                                                                                              | | Hirshhorn Museum and Sculpture Garden, Washington, D.C.                                                                                       |                                     |
| The Writing Master                                                                           | 188                                                  | Canvas                                             | 1882                         |                                                                                              | | Metropolitan Museum of Art, New York City |                                     |
| Sketch for the Writing Master                                                                | 189                                                  | Öl auf Holz                                        |                              |                                                                                              | Doppelseitig: Skizzen für The Writing Master und a Man and Study of Drapery | Philadelphia Museum of Art, Philadelphia, Pennsylvania                                                                                        |                                     |
| Swimming                                                                                     | 190                                                  | Öl auf Leinwand                                    | 1884–1885                    |                                                                                              | | Amon Carter Museum, Fort Worth |                                     |
| Sketch for the Swimming Hole                                                                 | 191                                                  | Öl auf Holz                                        | 1884                         |                                                                                              | Studie für Swimming | Hirshhorn Museum and Sculpture Garden, Washington, D.C.                                                                                       |                                     |
| Sketch of the landscape for the Swimming Hole                                                | 192                                                  | Öl auf Holz                                        |                              |                                                                                              | Studie für Swimming | Sammlung von Mr. I David Orr |                                     |
| Sketches for the Swimming Hole                                                               | 193                                                  | Öl auf Pappe                                       |                              |                                                                                              | Doppelseitig: Studien | Sammlung von Mr. und Mrs. Daniel Dietrich II                                                                                                  |                                     |
| Sketches for the Swimming Hole                                                               | 194                                                  | Öl auf Pappe                                       |                              |                                                                                              | Doppelseitig: Studien | Amon Carter Museum, Fort Worth |                                     |
| Sketch for the Swimming Hole                                                                 | 195                                                  | Öl auf Pappe                                       |                              |                                                                                              | Doppelseitig: Studien für Swimming und die Hand des Fischers in "Mending the Net" | Sammlung von Mr. und Mrs. Daniel Dietrich II                                                                                                  |                                     |
| Arcadia                                                                                      | 196                                                  | Öl auf Leinwand                                    | 1883                         |                                                                                              | | Metropolitan Museum of Art, New York City |                                     |
| Sketch for Arcadia                                                                           | 197                                                  | Öl auf Holz                                        |                              |                                                                                              | | Pennsylvania Academy of the Fine Arts, Philadelphia, Pennsylvania                                                                             |                                     |
| Youth Playing Pipes                                                                          | 198                                                  | Öl auf Holz                                        |                              |                                                                                              | | Carnegie Museum of Art, Pittsburgh |                                     |
| Boy Reclining                                                                                | 199                                                  | Öl auf Holz                                        |                              |                                                                                              | Ursprünglich doppelseitig mit G-199A. | Hirshhorn Museum and Sculpture Garden, Washington, D.C.                                                                                       |                                     |
| Study of a Horse                                                                             | 199A                                                 | Zeichnung                                          |                              |                                                                                              | Ursprünglich doppelseitig mit G-199. Vormals Hirshhorn Museum and Sculpture Garden. Am 21. Mai 2009 bei Sotheby's versteigert.                                                                                | |                                     |
| An Arcadian                                                                                  | 200                                                  | Öl auf Leinwand                                    | ca. 1883                     |                                                                                              | | |                                     |
| Study for An Arcadian                                                                        | 201                                                  | Öl auf Holz                                        |                              |                                                                                              | Ursprünglich doppelseitig mit G-201A. Vormals Hirshhorn Museum and Sculpture Garden. Am 23. März 2016 bei Christie's versteigert.                                                                             | |                                     |
| Studies of a horse                                                                           | 201A                                                 | Zeichnung                                          |                              |                                                                                              | Ursprünglich doppelseitig mit G-201. Vormals Hirshhorn Museum and Sculpture Garden. 2009 bei Sotheby's versteigert.                                                                                           | |                                     |
| Weda Cook and Statue                                                                         | 201B                                                 | Öl                                                 |                              |                                                                                              | Siehe G-267A, eine ähnliche Studie. | |                                     |
| A Woman's Back: Study                                                                        | 202                                                  | Öl auf Holz                                        | 1879                         |                                                                                              | | Sammlung von Mr. und Mrs. Daniel Dietrich II                                                                                                  |                                     |
| Female Nude                                                                                  | 203                                                  | Öl auf Leinwand                                    | Vermutlich frühe 1880er      |                                                                                              | | Hirshhorn Museum and Sculpture Garden, Washington, D.C.                                                                                       |                                     |
| Female Nude                                                                                  | 204                                                  | Öl auf Leinwand                                    | Vermutlich frühe 1880er      |                                                                                              | | Nelson-Atkins Museum of Art, Kansas City (Missouri)                                                                                           |                                     |
| Female Nude                                                                                  | 205                                                  | Wasserfarben auf Papier                            |                              |                                                                                              | | Philadelphia Museum of Art, Philadelphia, Pennsylvania                                                                                        |                                     |
| Study for female nude                                                                        | 205A                                                 | Öl                                                 |                              |                                                                                              | Vormals Hirshhorn Museum and Sculpture Garden. Für 50000US$ am 29. September 2010 bei Sotheby's versteigert.                                                                                                  | |                                     |
| J. Laurie Wallace                                                                            | 206                                                  | Öl auf Leinwand                                    | ca. 1883                     |                                                                                              | | Joslyn Art Museum, Omaha |                                     |
| Drawing for J. Laurie Wallace                                                                | 206A                                                 | Zeichnung                                          |                              |                                                                                              | | Joslyn Art Museum, Omaha |                                     |
| Professionals at Rehearsal                                                                   | 207                                                  | Öl auf Leinwand                                    | ca. 1883                     |                                                                                              | | Philadelphia Museum of Art, Philadelphia, Pennsylvania                                                                                        |                                     |
| Perspective Study Of Boy Viewing an Object                                                   | 207A                                                 |                                                    |                              |                                                                                              | | Hirshhorn Museum and Sculpture Garden, Washington, D.C.                                                                                       |                                     |
| Perspective drawing of a table                                                               | 207B                                                 |                                                    |                              |                                                                                              | | Hirshhorn Museum and Sculpture Garden, Washington, D.C.                                                                                       |                                     |
| Perspective drawing of two tables                                                            | 207C                                                 |                                                    |                              |                                                                                              | | |                                     |
| In the Studio                                                                                | 208                                                  | Öl auf Leinwand                                    | 1884                         |                                                                                              | | The Hyde Collection, Glens Falls |                                     |
| In the Studio                                                                                | 209                                                  | Wasserfarben auf Papier                            |                              |                                                                                              | Unfertig | Philadelphia Museum of Art, Philadelphia, Pennsylvania                                                                                        |                                     |
| A.B. Frost                                                                                   | 210                                                  | Öl auf Leinwand                                    | ca. 1884                     |                                                                                              | | Philadelphia Museum of Art, Philadelphia, Pennsylvania                                                                                        |                                     |
| Study for A.B. Frost                                                                         | 210A                                                 | Öl auf Pappe                                       |                              |                                                                                              | | Detroit Institute of Arts, Detroit, Michigan                                                                                                  |                                     |
| The Veteran                                                                                  | 211                                                  | Öl auf Leinwand                                    | ca. 1886                     |                                                                                              | | Yale University Art Gallery, New Haven, Connecticut                                                                                           |                                     |
| Mrs. William Shaw Ward                                                                       | 212                                                  | Öl auf Leinwand                                    |                              |                                                                                              | Für 242500US$ am 2. Dezember 2010 bei Sotheby's versteigert. | |                                     |
| The Artist’s Wife and His Setter Dog                                                         | 213                                                  | Öl auf Leinwand                                    | 1885                         |                                                                                              | | Metropolitan Museum of Art, New York City |                                     |
| Professor George F. Barker                                                                   | 214                                                  | Öl auf Leinwand                                    | 1886                         |                                                                                              | Ursprünglich 60×40 Zoll, auf 24×20 Zoll zugeschnitten. | Mitchell Museum at Cedarhurst, Mount Vernon (Illinois)                                                                                        | Ursprüngliche Ansicht.              |
| Sketch for Professor George F. Barker                                                        | 215                                                  | Öl auf Pappe                                       | 1886                         |                                                                                              | Doppelseitig. | Philadelphia Museum of Art, Philadelphia, Pennsylvania                                                                                        |                                     |
| Professor William D. Marks                                                                   | 216                                                  | Öl auf Leinwand                                    | 1886                         |                                                                                              | | Washington University Gallery of Art, St. Louis                                                                                               |                                     |
| Professor William D. Marks (unfinished)                                                      | 217                                                  | Öl auf Leinwand                                    | ca. 1886                     | 76 × 54                                                                                      | | Iris & B. Gerald Cantor Center for Visual Arts, Stanford (Kalifornien)                                                                        |                                     |
| Miss Sophie Brooks                                                                           | 217A                                                 | Öl                                                 |                              |                                                                                              | | |                                     |
| Frank McDowell                                                                               | 218                                                  | Öl auf Leinwand                                    | ca. 1886                     |                                                                                              | Für 80000US$ am 9. Dezember 1983 bei Christie's versteigert. | |                                     |
| Frank MacDowell (unfinished)                                                                 | 219                                                  | Öl auf Leinwand                                    |                              |                                                                                              | | Hirshhorn Museum and Sculpture Garden, Washington, D.C.                                                                                       |                                     |
| Portrait of Walt Whitman                                                                     | 220                                                  | Öl auf Leinwand                                    | 1887–1888                    |                                                                                              | | Pennsylvania Academy of the Fine Arts, Philadelphia, Pennsylvania                                                                             |                                     |
| Sketch for Walt Whitman                                                                      | 221                                                  | Öl auf Holz                                        | Vermutlich 1887              |                                                                                              | | Museum of Fine Arts, Boston |                                     |
| Mrs. Letitia Wilson Jordan                                                                   | 222                                                  | Öl auf Leinwand                                    | 1888                         |                                                                                              | | Brooklyn Museum of Art, New York City |                                     |
| Sketch for Mrs. Letitia Wilson Jordan Bacon                                                  | 223                                                  | Öl auf Pappe                                       |                              |                                                                                              | | Philadelphia Museum of Art, Philadelphia, Pennsylvania                                                                                        |                                     |
| Cowboys in the Badlands                                                                      | 224                                                  | Öl auf Leinwand                                    | 1888                         |                                                                                              | Für 5383500US$ am 22. Mai 2003 bei Christie's versteiogert. | Anschutz collection, Denver |                                     |
| Sketches for Cowboys in the Badlands                                                         | 225                                                  | Öl auf Pappe                                       |                              |                                                                                              | Ursprünglich zusammen mit G-225A und G-225B. | Buffalo AKG Art Museum, Buffalo |                                     |
| Sketch of a saddle                                                                           | 225A                                                 | Öl auf Leinwand on cardboard                       | 1887                         |                                                                                              | Ursprünglich mit G-225 und G-225B. | Philadelphia Museum of Art, Philadelphia, Pennsylvania                                                                                        |                                     |
| Study of a stirrup                                                                           | 225B                                                 |                                                    |                              |                                                                                              | Ursprünglich mit G-225 und G-225A. | |                                     |
| Sketch for Cowboys in the Badlands                                                           | 226                                                  | Öl auf Leinwand                                    |                              |                                                                                              | Vormals Philadelphia Museum of Art, bis April 2008, zur Finanzierung von Die Klinik Gross. | Denver Art Museum, Denver |                                     |
| The Bad Lands                                                                                | 227                                                  | Öl auf Leinwand montiert auf Pappe                 |                              |                                                                                              | | Philadelphia Museum of Art, Philadelphia, Pennsylvania                                                                                        |                                     |
| Study for Cowboys in the Badlands                                                            | 227A                                                 | Öl auf Leinwand                                    |                              | 10⅜ × 13½                                                                                    | Für 8000US$ am 17. Oktober 1980 bei Sothebys versteigert. | |                                     |
| Landscape sketch for Cowboys in the Badlands                                                 | 228                                                  | Öl auf Leinwand montiert auf Pappe                 |                              |                                                                                              | Ursprünglich doppelseitig mit G-228A. | Philadelphia Museum of Art, Philadelphia, Pennsylvania                                                                                        |                                     |
| Landscape sketch for Cowboys in the Badlands                                                 | 228A                                                 | Öl auf Leinwand montiert auf Pappe                 |                              |                                                                                              | Ursprünglich doppelseitig mit G-228. | Philadelphia Museum of Art, Philadelphia, Pennsylvania                                                                                        |                                     |
| Cowboy Riding                                                                                | 229                                                  | Öl auf Leinwand montiert auf Pappe                 |                              |                                                                                              | Vormals Philadelphia Museum of Art, bis April 2008, zur Finanzierung von Die Klinik Gross. | Denver Art Museum, Denver |                                     |
| Cowboy (sketches)                                                                            | 230                                                  | Öl auf Leinwand montiert auf Pappe                 |                              |                                                                                              | | |                                     |
| Cowboy Riding                                                                                | 230A                                                 | Öl auf Leinwand                                    |                              | 10¼ × 14¼                                                                                    | Für 12000US$ am 22. Juni bei Freeman's Philadelphia versteigert. | |                                     |
| Cowboy (sketch)                                                                              | 231                                                  | Öl auf Leinwand montiert auf Pappe                 |                              |                                                                                              | | |                                     |
| Edward W. Boulton                                                                            | 232                                                  |                                                    | ca. 1888                     |                                                                                              | Durch Unfall beschädigt – "The portrait of Boulton (Edward W.) by Eakins was lent to the University Club for an exhibit, and a waiter ran amuck and slashed it up."                                           | |                                     |
| Douglass M. Hall                                                                             | 233                                                  | Öl auf Leinwand                                    | ca. 1888                     |                                                                                              | Titelbild des Albums "Kapitulation" der deutschen Indie-Band Tocotronic. | Philadelphia Museum of Art, Philadelphia, Pennsylvania                                                                                        |                                     |
| Girl in a Big Hat (Portrait of Lillian Hammit)                                               | 234                                                  | Öl auf Leinwand                                    | ca. 1888                     |                                                                                              | | Hirshhorn Museum and Sculpture Garden, Washington, D.C.                                                                                       |                                     |
| The Agnew Clinic                                                                             | 235                                                  | Öl auf Leinwand                                    | 1889                         |                                                                                              | | University of Pennsylvania School of Medicine, Philadelphia, Pennsylvania                                                                     |                                     |
| Drawing of David Hayes Agnew                                                                 | 235A                                                 |                                                    |                              |                                                                                              | | |                                     |
| Sketch for the Agnew Clinic                                                                  | 236                                                  | Öl auf Leinwand montiert auf Pappe                 |                              |                                                                                              | | Private Sammlung |                                     |
| Dr. D. Hayes Agnew: Study                                                                    | 237                                                  | Öl auf Leinwand                                    | 1889                         |                                                                                              | | Yale University Art Gallery, New Haven, Connecticut                                                                                           |                                     |
| Samuel Murray                                                                                | 238                                                  | Öl auf Leinwand                                    | 1889                         |                                                                                              | | Mitchell Museum at Cedarhurst, Mount Vernon (Illinois)                                                                                        |                                     |
| Dr. Horatio C. Wood                                                                          | 239                                                  | Öl auf Leinwand                                    | ca. 1889                     |                                                                                              | | Detroit Institute of Arts, Detroit, Michigan                                                                                                  |                                     |
| Professor George W. Fetter                                                                   | 240                                                  | Öl auf Leinwand                                    | 1890                         |                                                                                              | 2004 wiederentdeckt. Standort unbekannt. | Sammlung des School District of Philadelphia, Philadelphia, Pennsylvania                                                                      |                                     |
| Drawing for Professor George W. Fetter                                                       | 241                                                  | Schwarze Tinte                                     |                              |                                                                                              | | |                                     |
| Portrait of Talcott Williams                                                                 | 242                                                  | Öl auf Leinwand                                    | ca. 1890                     |                                                                                              | | National Portrait Gallery, Washington, D.C.                                                                                                   |                                     |
| The Bohemian: Portrait of Franklin Louis Schenk                                              | 243                                                  | Öl auf Leinwand                                    | ca. 1890                     |                                                                                              | | Philadelphia Museum of Art, Philadelphia, Pennsylvania                                                                                        |                                     |
| F.L. Schenk                                                                                  | 244                                                  | Öl auf Leinwand                                    | ca. 1890                     |                                                                                              | | Delaware Art Museum, Wilmington (Delaware) |                                     |
| F.L. Schenk                                                                                  | 245                                                  | Öl auf Pappe                                       | ca. 1890                     |                                                                                              | | Private Sammlung |                                     |
| The Father of F.L. Schenk                                                                    | 246                                                  | Öl auf Leinwand                                    | ca. 1890                     |                                                                                              | | Sammlung von Nelson C. White |                                     |
| Head of a Cowboy                                                                             | 247                                                  | Öl auf Leinwand                                    | ca. 1890                     |                                                                                              | | Mead Art Museum, Amherst (Massachusetts) |                                     |
| Home Ranch                                                                                   | 248                                                  | Öl auf Leinwand                                    | ca. 1890                     |                                                                                              | | Philadelphia Museum of Art, Philadelphia, Pennsylvania                                                                                        |                                     |
| Cowboy Singing                                                                               | 249                                                  | Wasserfarben auf Papier                            | ca. 1890                     |                                                                                              | | Metropolitan Museum of Art, New York City |                                     |
| Cowboy Singing                                                                               | 250                                                  | Öl auf Leinwand                                    | ca. 1890                     |                                                                                              | Vormals Philadelphia Museum of Art, bis April 2008, zur Finanzierung der Die Klinik Gross. | Gemeinschaftsbesitz der Anschutz collection und des Denver Art Museum, Denver                                                                 |                                     |
| Thomas B. Harned                                                                             | 251                                                  | Öl auf Leinwand                                    | ca. 1890                     | 24 × 20                                                                                      | | Sammlung von Dr. und Mrs. Herbert S. Harned, Jr. Langzeileihgabe an das Ackland Art Museum, Chapel Hill (North Carolina)                      |                                     |
| Dr. Joseph Leidy II (also known as "Portrait of Man with Red Necktie")                       | 252                                                  | Öl auf Leinwand                                    | 1890                         |                                                                                              | | Newark Museum, Newark (New Jersey) |                                     |
| Dr. Joseph Leidy II (unfinished)                                                             | 253                                                  | Öl auf Leinwand                                    |                              |                                                                                              | | |                                     |
| William H. Macdowell                                                                         | 254                                                  | Öl auf Leinwand                                    | ca. 1890                     |                                                                                              | | Yale University Art Gallery, New Haven, Connecticut                                                                                           |                                     |
| Phidias Studying for the Frieze of the Parthenon                                             | 255                                                  | Öl auf Holz                                        | ca. 1890                     |                                                                                              | Ursprünglich doppelseitig mit G-255A. | Sammlung der Eakins Press Foundation |                                     |
| Two Nude Youths on Prancing Horses                                                           | 255A                                                 | Öl auf Holz                                        | ca. 1890                     |                                                                                              | Ursprünglich doppelseitig mit G-255. | |                                     |
| The Red Shawl                                                                                | 256                                                  | Öl auf Leinwand                                    | ca. 1890                     |                                                                                              | | Philadelphia Museum of Art, Philadelphia, Pennsylvania                                                                                        |                                     |
| Francis J. Ziegler (also known as "The Critic")                                              | 257                                                  | Öl auf Leinwand                                    | ca. 1890                     |                                                                                              | | Fogg Art Museum, Cambridge |                                     |
| The Art Student: Portrait of James Wright                                                    | 258                                                  | Öl auf Leinwand                                    | ca. 1890                     |                                                                                              | Verliehen an das Detroit Institute of Arts, Detroit | Crystal Bridges Museum of American Art, Bentonville (Arkansas)                                                                                |                                     |
| The Black Fan                                                                                | 259                                                  | Öl auf Leinwand                                    | ca. 1891                     |                                                                                              | | Philadelphia Museum of Art, Philadelphia, Pennsylvania                                                                                        |                                     |
| William H. Macdowell                                                                         | 260                                                  | Öl auf Leinwand                                    | ca. 1891                     |                                                                                              | | Taubman Museum of Art, Roanoke (Virginia) |                                     |
| William H. Macdowell (study)                                                                 | 261                                                  | Öl auf Leinwand                                    | ca. 1891                     |                                                                                              | | Randolph-Macon Woman's College Art Gallery, Lynchburg (Virginia)                                                                              |                                     |
| Portrait of William H. MacDowell                                                             | 262                                                  | Paper on a stretcher                               |                              |                                                                                              | Unvollendet | Baltimore Museum of Art, Baltimore |                                     |
| Study for William H. MacDowell                                                               | 262A                                                 | Öl auf Leinwand                                    |                              |                                                                                              | | Hirshhorn Museum and Sculpture Garden, Washington, D.C.                                                                                       |                                     |
| Miss Amelia Van Buren                                                                        | 263                                                  | Öl auf Leinwand                                    | ca. 1891                     |                                                                                              | Portrait der Amelia Van Buren | The Phillips Collection, Washington, D.C. |                                     |
| Professor Henry A. Rowland                                                                   | 264                                                  | Öl auf Leinwand                                    | 1897                         |                                                                                              | | Addison Gallery of American Art, Andover (Massachusetts)                                                                                      |                                     |
| Sketch for Professor Henry A. Rowland                                                        | 265                                                  | Öl auf Leinwand                                    |                              |                                                                                              | | Addison Gallery of American Art, Andover (Massachusetts)                                                                                      |                                     |
| The Concert Singer                                                                           | 266                                                  | Öl auf Leinwand                                    | 1890–1892                    |                                                                                              | | Philadelphia Museum of Art, Philadelphia, Pennsylvania                                                                                        |                                     |
| Sketch for the Concert Singer                                                                | 267                                                  | Öl auf Leinwand montiert auf Holz                  |                              |                                                                                              | | Philadelphia Museum of Art, Philadelphia, Pennsylvania                                                                                        |                                     |
| Study for Weda Cook and Statue                                                               | 267A                                                 | Öl auf Leinwand                                    |                              |                                                                                              | Auch "The Opera Singer." Rückseite: "Woman on balcony waving white handkerchief." | Blanton Museum of Art, Austin (Texas) |                                     |
| Joshua Ballinger Lippincott                                                                  | 268                                                  | Öl auf Leinwand                                    | 1892                         |                                                                                              | | Philadelphia Museum of Art, Philadelphia, Pennsylvania                                                                                        |                                     |
| Study for Joshua Ballinger Lippincott                                                        | 268A                                                 | Öl                                                 | 1892                         |                                                                                              | | Hirshhorn Museum and Sculpture Garden, Washington, D.C.                                                                                       |                                     |
| Miss Blanche Hurlburt                                                                        | 269                                                  | Öl auf Leinwand                                    | ca. 1892                     |                                                                                              | | Philadelphia Museum of Art, Philadelphia, Pennsylvania                                                                                        |                                     |
| Dr. Jacob M. Da Costa                                                                        | 270                                                  | Öl auf Leinwand                                    | 1893                         |                                                                                              | | Pennsylvania Hospital |                                     |
| Jacob M. Da Costa                                                                            | 270A                                                 | Öl auf Leinwand                                    |                              |                                                                                              | Von Eakins zerstört. | |                                     |
| Sketch for Dr. Jacob M. Da Costa                                                             | 271                                                  | Öl auf Leinwand montiert auf Pappe                 |                              |                                                                                              | | Philadelphia Museum of Art, Philadelphia, Pennsylvania                                                                                        |                                     |
| Girl with Puff Sleeves                                                                       | 272                                                  | Öl auf Leinwand                                    |                              |                                                                                              | Vormals Hirshhorn Museum and Sculpture Garden. Für 18750US$ am 29. September 2010 bei Sotheby's versteigert.                                                                                                  | |                                     |
| Frank Hamilton Cushing                                                                       | 273                                                  | Öl auf Leinwand                                    | Spätes 1894 oder 1895        |                                                                                              | | Gilcrease Museum, Tulsa |                                     |
| Sketch for Frank Hamilton Cushing                                                            | 274                                                  | Öl auf Leinwand                                    |                              |                                                                                              | | Hirshhorn Museum and Sculpture Garden, Washington, D.C.                                                                                       |                                     |
| Mrs. Frank Hamilton Cushing                                                                  | 275                                                  | Öl auf Leinwand                                    | ca. 1894 or 1895             |                                                                                              | | Philadelphia Museum of Art, Philadelphia, Pennsylvania                                                                                        |                                     |
| James MacAlister (auch "Man in the Ned Necktie")                                             | 276                                                  | Öl auf Leinwand montiert auf Pappe                 | ca. 1895                     |                                                                                              | Skizze. Ursprünglich doppelseitig mit G-276A. | Metropolitan Museum of Art, New York City |                                     |
| Study for William L. MacLean                                                                 | 276A                                                 | Öl auf Leinwand montiert auf Pappe                 | ca. 1895                     |                                                                                              | Ursprünglich doppelseitig mit G-276. | |                                     |
| Weda Cook                                                                                    | 277                                                  | Öl auf Leinwand                                    | ca. 1895                     |                                                                                              | | Columbus Museum of Art, Columbus (Ohio) |                                     |
| The Pianist (Stanley Addicks)                                                                | 278                                                  | Öl auf Leinwand                                    | ca. 1895                     |                                                                                              | | Indianapolis Museum of Art, Indianapolis |                                     |
| Katherine Maud Cook                                                                          | 279                                                  | Öl auf Leinwand                                    | 1895                         |                                                                                              | | Yale University Art Gallery, New Haven, Connecticut                                                                                           |                                     |
| Riter Fitzgerald                                                                             | 280                                                  | Öl auf Leinwand                                    | 1895                         |                                                                                              | | Art Institute of Chicago, Chicago |                                     |
| Sketch for Riter Fitzgerald                                                                  | 281                                                  | Öl auf Leinwand montiert auf Pappe                 |                              |                                                                                              | | The Huntington Library, San Marino (Kalifornien)                                                                                              |                                     |
| Sketch for Riter Fitzgerald                                                                  | 282                                                  | Öl auf Leinwand                                    |                              |                                                                                              | | |                                     |
| Study for Mrs. Hubbard                                                                       | 283                                                  | Öl auf Leinwand montiert auf Pappe                 | ca. 1895                     |                                                                                              | Studie für das zerstörte Portrait von Mrs. Hubbard. Für 34500US$ am 11. März 1999 bei Sotheby's versteigert.                                                                                                  | Sewell C. Biggs Museum of American Art, Dover (Delaware)                                                                                      |                                     |
| John McLure Hamilton                                                                         | 284                                                  | Öl auf Leinwand                                    | 1895                         |                                                                                              | | Wadsworth Atheneum, Hartford (Connecticut) |                                     |
| Sketch for John McLure Hamilton                                                              | 285                                                  | Öl auf Leinwand montiert auf Pappe                 |                              | 14⅝ × 10⅝                                                                                    | | Georgia Museum of Art, Athens (Georgia) |                                     |
| Mrs. Charles L. Leonard                                                                      | 286                                                  | Öl auf Pappe                                       | 1895                         |                                                                                              | Vormals Hirshhorn Museum and Sculpture Garden. Für 25000US$ am 3. März 2011 bei Christie's versteigert. | Thomas Colville Fine Art |                                     |
| Miss Gertrude Murray                                                                         | 287                                                  | Öl auf Leinwand                                    | 1895                         |                                                                                              | | Dallas Museum of Art, Dallas |                                     |
| Charles Linford                                                                              | 288                                                  | Öl auf Leinwand                                    | ca. 1895                     |                                                                                              | Für 80000US$ am 25. Mai 1995 bei Sotheby's versteigert. | |                                     |
| Captain Joseph Lapsley Wilson                                                                | 289                                                  | Öl auf Leinwand                                    | ca. 1895                     | 30 × 22                                                                                      | | Sammlung der First Troop Philadelphia City Cavalry                                                                                            |                                     |
| Sketch for Captain Joseph Lapsley Wilson                                                     | 290                                                  | Öl auf Leinwand montiert auf Pappe                 | ca. 1895                     | 7¾ × 5¼                                                                                      | Für 9000US$ am 3. Juni 1983 bei Christie's versteigert. Gulf States Paper Corporation, Tuscaloosa, Alabama (1983-2013). am 25. September 2013 bei Christie's angeboten.                                       | |                                     |
| The Cello Player                                                                             | 291                                                  | Öl auf Leinwand                                    | 1896                         |                                                                                              | Vormals Pennsylvania Academy of the Fine Arts, bis 2007, zur Finanzierung der Die Klinik Gross. | |                                     |
| Sketch for the Cello Player                                                                  | 292                                                  | Öl auf Leinwand                                    | 1896                         |                                                                                              | | Heckscher Museum of Art, Huntington (New York)                                                                                                |                                     |
| Mrs. James Mapes Dodge                                                                       | 293                                                  | Öl auf Leinwand                                    | 1896                         |                                                                                              | | Philadelphia Museum of Art, Philadelphia, Pennsylvania                                                                                        |                                     |
| Harrison S. Morris                                                                           | 294                                                  | Öl auf Leinwand                                    | 1896                         |                                                                                              | | Pennsylvania Academy of the Fine Arts, Philadelphia, Pennsylvania                                                                             |                                     |
| Sketch for Harrison S. Morris                                                                | 295                                                  | Öl auf Leinwand montiert auf Pappe                 |                              |                                                                                              | | Newark Museum, Newark (New Jersey) |                                     |
| Professor William Woosley Johnson                                                            | 295A                                                 | Öl auf Leinwand                                    | ca. 1896                     |                                                                                              | | De Young Museum, San Francisco |                                     |
| Dr. Charles Lester Leonard                                                                   | 296                                                  | Öl auf Leinwand                                    | 1897                         |                                                                                              | | Sammlung der University of Pennsylvania School of Medicine, Philadelphia, Pennsylvania                                                        |                                     |
| Jennie Dean Kershaw (Mrs. Samuel Murray)                                                     | 297                                                  | Öl auf Leinwand                                    | ca. 1897                     |                                                                                              | | Sheldon Museum of Art, Lincoln, Nebraska |                                     |
| Mrs. Samuel Murray (unfinished)                                                              | 298                                                  | Öl auf Leinwand                                    |                              |                                                                                              | | Baltimore Museum of Art, Baltimore |                                     |
| Miss Lucy Lewis                                                                              | 299                                                  | Öl auf Leinwand                                    | ca. 1897                     |                                                                                              | | Philadelphia Museum of Art, Philadelphia, Pennsylvania                                                                                        |                                     |
| Miss Anna Lewis                                                                              | 300                                                  | Öl auf Leinwand                                    | ca. 1898                     |                                                                                              | | Hirshhorn Museum and Sculpture Garden, Washington, D.C.                                                                                       |                                     |
| William H. MacDowell with a Hat                                                              | 301                                                  | Öl auf Leinwand                                    | ca. 1898                     |                                                                                              | | Taubman Museum of Art, Roanoke (Virginia) |                                     |
| General E. Burd Grubb                                                                        | 302                                                  | Öl auf Leinwand                                    | Probably 1898                |                                                                                              | | Yale University Art Gallery, New Haven, Connecticut                                                                                           |                                     |
| Taking the Count                                                                             | 303                                                  | Öl auf Leinwand                                    | 1898                         |                                                                                              | | Yale University Art Gallery, New Haven, Connecticut                                                                                           |                                     |
| Sketch for Taking the Count                                                                  | 304                                                  | Öl auf Leinwand montiert auf Pappe                 | 1898                         |                                                                                              | | Yale University Art Gallery, New Haven, Connecticut                                                                                           |                                     |
| Sketch for Taking the Count                                                                  | 305                                                  | Öl auf Leinwand                                    |                              |                                                                                              | | Hirshhorn Museum and Sculpture Garden, Washington, D.C.                                                                                       |                                     |
| The Referee, H. Walter Schlichter                                                            | 306                                                  | Öl auf Leinwand                                    | 1898                         |                                                                                              | | Hirshhorn Museum and Sculpture Garden, Washington, D.C.                                                                                       |                                     |
| Maybelle                                                                                     | 307                                                  | Öl auf Leinwand                                    | 1898                         |                                                                                              | | Frye Art Museum, Seattle |                                     |
| Sketch for Maybelle                                                                          | 308                                                  | Öl auf Leinwand montiert auf Pappe                 |                              |                                                                                              | | |                                     |
| John N. Fort                                                                                 | 309                                                  | Öl auf Leinwand                                    | 1898                         |                                                                                              | | Williams College Museum of Art, Williamstown (Massachusetts)                                                                                  |                                     |
| Salutat                                                                                      | 310                                                  | Öl auf Leinwand                                    | 1898                         |                                                                                              | | Addison Gallery of American Art, Phillips Academy                                                                                             |                                     |
| Study for Salutat                                                                            | 311                                                  | Öl auf Leinwand                                    | 1898                         |                                                                                              | | Carnegie Museum of Art, Pittsburgh |                                     |
| Between Rounds                                                                               | 312                                                  | Öl auf Leinwand                                    | 1898–1899                    |                                                                                              | | Philadelphia Museum of Art, Philadelphia, Pennsylvania                                                                                        |                                     |
| Sketch for Between Rounds                                                                    | 313                                                  | Öl auf Pappe                                       |                              |                                                                                              | Doppelseitig. | Hirshhorn Museum and Sculpture Garden, Washington, D.C.                                                                                       |                                     |
| Billy Smith (sketch)                                                                         | 314                                                  | Öl auf Leinwand                                    | ca. 1898                     |                                                                                              | | Philadelphia Museum of Art, Philadelphia, Pennsylvania                                                                                        |                                     |
| Billy Smith (study)                                                                          | 315                                                  | Öl auf Leinwand                                    | 1898                         |                                                                                              | | Wichita Art Museum, Wichita (Kansas) |                                     |
| The Timer                                                                                    | 316                                                  | Öl auf Leinwand                                    | 1898                         |                                                                                              | | New Britain Museum of American Art, New Britain (Connecticut)                                                                                 |                                     |
| Wrestlers                                                                                    | 317                                                  | Öl auf Leinwand                                    | 1899                         |                                                                                              | | Los Angeles County Museum of Art, Los Angeles County                                                                                          |                                     |
| Study for Wrestlers                                                                          | 318                                                  | Öl auf Leinwand                                    |                              |                                                                                              | | Los Angeles County Museum of Art, Los Angeles County                                                                                          |                                     |
| Wrestlers (unfinished)                                                                       | 319                                                  | Öl auf Leinwand                                    | 1899                         |                                                                                              | | Philadelphia Museum of Art, Philadelphia, Pennsylvania                                                                                        |                                     |
| The Fairman Rogers Four-in-Hand (black & white)                                              | 320                                                  | Öl auf Leinwand                                    | 1899                         |                                                                                              | Schwarz/Weiss-Version für Fairman Rogers, A Manual of Coaching (Philadelphia, 1900). | St. Louis Art Museum, St. Louis |                                     |
| T. Ellwood Potts                                                                             | 321                                                  | 1890–1900                                          |                              |                                                                                              | | |                                     |
| Mrs. T Ellwood Potts                                                                         | 322                                                  |                                                    | ca. 1890–1900                |                                                                                              | | |                                     |
| Addie: A Woman in Black (Portrait of Miss Mary Adeline Williams)                             | 323                                                  | Öl auf Leinwand                                    | ca. 1899                     |                                                                                              | In Eakins Revealed (Seiten 369–371) behauptet Henry Adams, dass Williams das nackte Modell für G-451 William Rush and his Model und die Studien G-445, G-446, G-447, G-452, G-453 und G-454 war.              | Art Institute of Chicago, Chicago |                                     |
| Benjamin Eakins                                                                              | 324                                                  | Öl auf Leinwand                                    | ca. 1899                     |                                                                                              | | Philadelphia Museum of Art, Philadelphia, Pennsylvania                                                                                        |                                     |
| Mrs. Thomas Eakins                                                                           | 325                                                  | Öl auf Leinwand                                    | ca. 1899                     |                                                                                              | | Hirshhorn Museum and Sculpture Garden, Washington, D.C.                                                                                       |                                     |
| Mrs. William H. Green                                                                        | 326                                                  | Öl auf Leinwand                                    | 1899                         |                                                                                              | Vormals Hirshhorn Museum and Sculpture Garden. Für 31250US$ am 29. September 2010 bei Sotheby's versteigert.                                                                                                  | Driscoll Babcock Galleries |                                     |
| The Dean's Roll Call                                                                         | 327                                                  | Öl auf Leinwand                                    | 1899                         |                                                                                              | | Museum of Fine Arts, Boston |                                     |
| Louis Husson                                                                                 | 328                                                  | Öl auf Leinwand                                    | 1899                         |                                                                                              | | National Gallery of Art, Washington, D.C. |                                     |
| David Wilson Jordan                                                                          | 329                                                  | Öl auf Leinwand                                    | 1899                         |                                                                                              | | The Huntington Library, San Marino (Kalifornien)                                                                                              |                                     |
| Study for David Wilson Jordan                                                                | 329A                                                 | Öl                                                 |                              |                                                                                              | | |                                     |
| William Merritt Chase                                                                        | 330                                                  | Öl auf Leinwand                                    | ca. 1899                     |                                                                                              | | Hirshhorn Museum and Sculpture Garden, Washington, D.C.                                                                                       |                                     |
| The Thinker: Portrait of Louis N. Kenton                                                     | 331                                                  | Öl auf Leinwand                                    | 1900                         |                                                                                              | | Metropolitan Museum of Art, New York City |                                     |
| Sketch for The Thinker                                                                       | 332                                                  | Öl auf Pappe auf Holz                              |                              |                                                                                              | Ursprünglich doppelseitig mit G-365A. | Farnsworth Art Museum, Rockland (Maine) |                                     |
| Addie (auch "Portrait of Mary Adeline Williams")                                             | 333                                                  | Öl auf Leinwand                                    | 1900                         |                                                                                              | | Philadelphia Museum of Art, Philadelphia, Pennsylvania                                                                                        |                                     |
| Mrs. Mary Arthur                                                                             | 334                                                  | Öl auf Leinwand                                    | 1900                         |                                                                                              | | Metropolitan Museum of Art, New York City |                                     |
| Robert M. Lindsay                                                                            | 335                                                  | Öl auf Leinwand                                    | 1900                         |                                                                                              | | Detroit Institute of Arts, Detroit, Michigan                                                                                                  |                                     |
| Sketch for Robert M. Lindsay                                                                 | 336                                                  | Öl auf Holz                                        |                              |                                                                                              | | Detroit Institute of Arts, Detroit, Michigan                                                                                                  |                                     |
| Frank Jay St. John                                                                           | 337                                                  | Öl auf Leinwand                                    | 1900                         |                                                                                              | | De Young Museum, San Francisco |                                     |
| Antiquated Music: Portrait of Sarah Sagehorn Frishmuth                                       | 338                                                  | Öl auf Leinwand                                    | 1900                         |                                                                                              | | Philadelphia Museum of Art, Philadelphia, Pennsylvania                                                                                        |                                     |
| Mrs. Joseph H. Drexel                                                                        | 339                                                  | Öl auf Leinwand unstretched                        | 1900                         |                                                                                              | Vormals Hirshhorn Museum and Sculpture Garden. Für 68500US$ am 18. Mai 2011 bei Christie's versteigert. | |                                     |
| Sketch for Mrs. Joseph H. Drexel                                                             | 340                                                  | Öl auf Pappe                                       | ca. 1900                     |                                                                                              | | |                                     |
| Dr. Daniel Garrison Brinton                                                                  | 340A                                                 | Öl                                                 |                              |                                                                                              | | Sammlung der American Philosophical Society.                                                                                                  |                                     |
| Clara J. Mather                                                                              | 341                                                  | Öl auf Leinwand                                    | ca. 1900                     |                                                                                              | | Musée d’Orsay, Paris |                                     |
| A Woman in Black (Portrait of Clara J. Mather)                                               | 342                                                  | Öl auf Holz                                        |                              |                                                                                              | | |                                     |
| Elizabeth R. Coffin                                                                          | 343                                                  | Öl auf Leinwand                                    | ca. 1900                     |                                                                                              | | Coffin School collection, Egan Institute of Maritime Studies, Nantucket                                                                       |                                     |
| Dr. Edward J. Nolan                                                                          | 344                                                  | Öl auf Leinwand                                    | ca. 1900                     |                                                                                              | | Philadelphia Museum of Art, Philadelphia, Pennsylvania                                                                                        |                                     |
| Henry O. Tanner                                                                              | 345                                                  | Öl auf Leinwand                                    | ca. 1900                     |                                                                                              | | The Hyde Collection, Glens Falls |                                     |
| Honorable John A. Thorton                                                                    | 346                                                  | Öl auf Leinwand                                    |                              |                                                                                              | | Schwarz Gallery, Philadelphia, Pennsylvania                                                                                                   |                                     |
| Monsignor James P. Turner                                                                    | 347                                                  | Öl auf Leinwand                                    | ca. 1900                     |                                                                                              | Eakins malte später ein Portrait von Monsignor Turner (G-438); Skizze (G-439). Vormals St. Charles Borromeo Seminary, Wynnewood (Pennsylvania) Für 221000US$ am 19. November 2015 bei Christie's versteigert. | |                                     |
| Portrait of Leslie W. Miller                                                                 | 348                                                  | Öl auf Leinwand                                    | 1901                         |                                                                                              | | Philadelphia Museum of Art, Philadelphia, Pennsylvania                                                                                        |                                     |
| Sketch for Professor Leslie W. Miller                                                        | 349                                                  | Öl auf Pappe                                       | ca. 1892–1894                |                                                                                              | Doppelseitig: Eakins Hund Harry auf der Rückseite. | Philadelphia Museum of Art, Philadelphia, Pennsylvania                                                                                        |                                     |
| Signature for 'Leslie W. Miller'                                                             | 349A                                                 | Zeichnung                                          |                              |                                                                                              | | Hirshhorn Museum and Sculpture Garden, Washington, D.C.                                                                                       |                                     |
| Mrs. Leslie W. Miller                                                                        | 350                                                  | Öl auf Leinwand                                    | 1901                         |                                                                                              | | |                                     |
| Mrs. Elizabeth Duane Gillespie                                                               | 351                                                  | Öl auf Leinwand                                    | 1901                         |                                                                                              | | Sammlung des Women's Committee of the Philadelphia Museum of Art                                                                              |                                     |
| Sketch for Mrs. Elizabeth Duane Gillespie                                                    | 352                                                  | Öl auf Leinwand                                    |                              |                                                                                              | | Hirshhorn Museum and Sculpture Garden, Washington, D.C.                                                                                       |                                     |
| George Morris                                                                                | 353                                                  | Öl auf Leinwand                                    | 1901                         |                                                                                              | | |                                     |
| Reverend Philip R. McDevitt                                                                  | 354                                                  | Öl auf Leinwand                                    | 1901                         |                                                                                              | | Snite Museum of Art, Notre Dame (Indiana) |                                     |
| Charles F. Haseltine                                                                         | 355                                                  | Öl auf Leinwand                                    | ca. 1901                     |                                                                                              | | Montclair Art Museum, Montclair (New Jersey)                                                                                                  |                                     |
| Elbridge Ayer Burbank                                                                        | 356                                                  |                                                    | ca. 1901                     |                                                                                              | | |                                     |
| Alfred F. Watch                                                                              | 357                                                  |                                                    | ca. 1901                     |                                                                                              | | |                                     |
| Self-Portrait                                                                                | 358                                                  | Öl auf Leinwand                                    | 1902                         |                                                                                              | | National Academy of Design, New York City |                                     |
| Self-portrait                                                                                | 358A                                                 | Öl auf Leinwand                                    | ca. 1902                     |                                                                                              | | Hirshhorn Museum and Sculpture Garden, Washington, D.C.                                                                                       |                                     |
| Colonel Alfred Reynolds                                                                      | 359                                                  | Öl auf Leinwand                                    | 1902                         |                                                                                              | | Taubman Museum of Art, Roanoke (Virginia) |                                     |
| Signora Gomez D’Arza                                                                         | 360                                                  | Öl auf Leinwand                                    | 1902                         |                                                                                              | | Metropolitan Museum of Art, New York City |                                     |
| His Eminence Sebastiano Cardinal Martinelli                                                  | 361                                                  | Öl auf Leinwand                                    | 1901–02                      |                                                                                              | | Armand Hammer Museum of Art, Los Angeles |                                     |
| Perspective drawing for his Eminence Sebastiano Cardinal Martinelli                          | 361A                                                 | Zeichnung                                          |                              |                                                                                              | | Joslyn Art Museum, Omaha |                                     |
| Perspective drawing for his Eminence Sebastiano Cardinal Martinelli                          | 361B                                                 | Zeichnung                                          |                              |                                                                                              | | Joslyn Art Museum, Omaha |                                     |
| Very Reverend John J. Fedigan                                                                | 362                                                  | Öl auf Leinwand                                    | 1902                         |                                                                                              | | In der Sammlung der Augstinischen Provinz von St. Thomas von Villanova. Dauerleihgabe an die Villanova University, Villanova (Pennsylvania)   |                                     |
| Sketch for the Very Reverend John J. Fedigan                                                 | 363                                                  | Öl auf Leinwand                                    |                              |                                                                                              | Vormals Hirshhorn Museum and Sculpture Garden. Für 10625US$ am 27. September 2011 bei Christie's versteigert.                                                                                                 | |                                     |
| The Translator                                                                               | 364                                                  | Öl auf Leinwand                                    | 1902                         |                                                                                              | | St. Charles Borromeo Seminary, Wynnewood (Pennsylvania)                                                                                       |                                     |
| Monsignor James F. Loughlin                                                                  | 365                                                  | Öl auf Leinwand                                    | 1902                         |                                                                                              | | St. Charles Borromeo Seminary, Wynnewood, Pennsylvania                                                                                        |                                     |
| Study for Monsignor James F. Loughlin                                                        | 365A                                                 | Öl auf Pappe auf Holz                              |                              |                                                                                              | Ursprünglich doppelseitig mit G-332. Für 15000US$ am 29. November 2005 bei Bonham's San Francisco versteigert.                                                                                                | |                                     |
| John Seely Hart                                                                              | 366                                                  | Öl auf Leinwand                                    | 1902                         |                                                                                              | Dr. Hart (1810–1877) leitete die Central High School als Eakins dort zur Schule ging. Das Gemälde entstand nach seinem Tod nach einem Foto. 2004 wiederentdeckt. Derzeitiger Verbleib unbekannt.              | Sammlung des School District of Philadelphia, Philadelphia, Pennsylvania                                                                      |                                     |
| Charles E. Dana                                                                              | 367                                                  | Öl auf Leinwand                                    | ca. 1902                     |                                                                                              | | Pennsylvania Academy of the Fine Arts, Philadelphia, Pennsylvania                                                                             |                                     |
| The Young Man (Kern Dodge)                                                                   | 368                                                  | Öl auf Leinwand                                    | ca. 1902                     |                                                                                              | | Philadelphia Museum of Art, Philadelphia, Pennsylvania                                                                                        |                                     |
| Miss Mary Perkins (unfinished)                                                               | 369                                                  | Öl auf Leinwand                                    | ca. 1902                     |                                                                                              | | |                                     |
| Girl with a Fan                                                                              | 370                                                  | Öl auf Leinwand                                    | ca. 1902                     |                                                                                              | | Pennsylvania Academy of the Fine Arts, Philadelphia, Pennsylvania                                                                             |                                     |
| Adam S. Bare                                                                                 | 371                                                  | Öl auf Leinwand                                    | 1903                         |                                                                                              | | |                                     |
| Walter Copeland Bryant                                                                       | 372                                                  | Öl auf Leinwand                                    | 1903                         |                                                                                              | | Sammlung der Brockton public library, Brockton (Massachusetts)                                                                                |                                     |
| Dr. Matthew H. Cryer                                                                         | 373                                                  | Öl auf Leinwand                                    | 1903                         |                                                                                              | | Private Sammlung |                                     |
| Archbishop William Henry Elder                                                               | 374                                                  | Öl auf Leinwand                                    | 1903                         | 66 3/16 × 45 3/16                                                                            | | Cincinnati Art Museum, Cincinnati, Ohio |                                     |
| Mother Patricia Waldron                                                                      | 375                                                  | Skizze. Öl auf Leinwand auf Pappe                  | 1903                         |                                                                                              | Studie für das verlorene Portrait G-487. | Philadelphia Museum of Art, Philadelphia, Pennsylvania                                                                                        |                                     |
| Bishop Edmond F. Prendergast                                                                 | 376                                                  | Öl auf Leinwand                                    |                              |                                                                                              | Verloren: "Murray told Eakins biographer Lloyd Goodrich that he had it 'from a reliable source' that the painting, which Murray considered 'superb' was somehow disposed of."                                 | |                                     |
| James A. Flaherty                                                                            | 377                                                  | Öl auf Leinwand                                    | 1903                         |                                                                                              | | St. Charles Borromeo Seminary, Wynnewood (Pennsylvania)                                                                                       |                                     |
| William B. Kurtz                                                                             | 378                                                  | Öl auf Leinwand                                    | 1903                         |                                                                                              | 2015 von Daniel W. Dietrich II. | Philadelphia Museum of Art, Philadelphia, Pennsylvania                                                                                        |                                     |
| Miss Alice Kurtz                                                                             | 379                                                  | Öl auf Leinwand                                    | 1903                         |                                                                                              | | Fogg Art Museum, Cambridge |                                     |
| Mrs. Mary Hallock Greenewalt                                                                 | 380                                                  | Öl auf Leinwand                                    | 1903                         |                                                                                              | | Wichita Art Museum, Wichita (Kansas) |                                     |
| Dr. Frank Lindsay Greenewalt                                                                 | 381                                                  | Öl auf Leinwand                                    | 1903                         |                                                                                              | | Private Sammlung, Delaware |                                     |
| Dr. Frank Lindsay Greenewalt                                                                 | 381A                                                 | Öl                                                 |                              |                                                                                              | | |                                     |
| Mrs. Anna A. Kershaw                                                                         | 382                                                  | Öl auf Leinwand                                    | 1903                         |                                                                                              | Vormals Sheldon Museum of Art, Lincoln, Nebraska. Für 187500US$ am 5. Dezember 2015 bei Sotheby's versteigert.                                                                                                | |                                     |
| Ruth (Portrait of Ruth Harding)                                                              | 383                                                  | Öl auf Leinwand                                    | 1903                         |                                                                                              | | White House Art Collection, Washington, D.C.                                                                                                  |                                     |
| An Actress: Portrait of Suzanne Santje                                                       | 384                                                  | Öl auf Leinwand                                    | 1903                         |                                                                                              | | Philadelphia Museum of Art, Philadelphia, Pennsylvania                                                                                        |                                     |
| Sketch for an Actress                                                                        | 385                                                  | Öl auf Leinwand montiert auf Pappe                 |                              |                                                                                              | Vormals Hirshhorn Museum and Sculpture Garden. Für 100900US$ am 1. Dezember 2010 bei Christie's versteigert.                                                                                                  | |                                     |
| Miss Betty Reynolds                                                                          | 386                                                  | Öl auf Leinwand                                    | ca. 1903                     |                                                                                              | Vormals Hirshhorn Museum and Sculpture Garden. Für 22.500US$ am 1. März 2012 bei Christie's versteigert. | |                                     |
| The Oboe Player                                                                              | 387                                                  | Öl auf Leinwand                                    | 1903                         |                                                                                              | | Philadelphia Museum of Art, Philadelphia, Pennsylvania                                                                                        |                                     |
| Rear-Admiral Charles D. Sigsbee                                                              | 388                                                  | Öl auf Leinwand                                    | 1903                         |                                                                                              | Für 1945000US$ am 22. Mai 2008 bei Sotheby's versteigert. | |                                     |
| Mrs. M.S. Stokes                                                                             | 389                                                  | Öl auf Leinwand                                    | 1903                         |                                                                                              | | Arkell Museum, Canajoharie, New York |                                     |
| Mrs. Richard Day                                                                             | 390                                                  | Öl auf Leinwand                                    | ca. 1903                     |                                                                                              | | Hirshhorn Museum and Sculpture Garden, Washington, D.C.                                                                                       |                                     |
| Mother (Portrait of Annie Williams Gandy)                                                    | 391                                                  | Öl auf Leinwand                                    | ca. 1903                     |                                                                                              | Dem Smithsonian von Annie Gandys Töchtern Lucy Rodman und Helen Gandy geschenkt. | Smithsonian American Art Museum |                                     |
| Mrs. Helen MacKnight (also known as "The Lady in Grey" and "Portrait of a Mother")           | 392                                                  | Öl auf Leinwand                                    | ca. 1903                     |                                                                                              | | Hirshhorn Museum and Sculpture Garden, Washington, D.C.                                                                                       |                                     |
| Francesco Romano                                                                             | 393                                                  |                                                    | ca. 1903                     |                                                                                              | Für 80000US$ am 26. Mai 1994 bei Christie's versteigert. Für 146500US$ am 29. November 2012 bei Sotheby's versteigert.                                                                                        | |                                     |
| Robert C. Ogden                                                                              | 394                                                  | Öl auf Leinwand                                    | 1904                         |                                                                                              | Vormals Hirshhorn Museum and Sculpture Garden. Für 338500US$ am 20. Mai 2009 bei Christie's versteigert. | |                                     |
| Study for Robert C. Ogden                                                                    | 394A                                                 | Öl                                                 |                              |                                                                                              | Vormals Hirshhorn Museum and Sculpture Garden. Für 32500US$ am 3. März 2011 bei Christie's versteigert. | |                                     |
| J. Carroll Beckwith                                                                          | 395                                                  | Öl auf Leinwand                                    | 1904                         |                                                                                              | | San Diego Museum of Art, San Diego |                                     |
| Charles Percival Buck                                                                        | 396                                                  | Öl auf Leinwand                                    | 1904                         |                                                                                              | | Princeton University Art Museum, Princeton (New Jersey)                                                                                       |                                     |
| Mrs. James G. Carville (Portrait of Harriet Husson Carville)                                 | 397                                                  | Öl auf Leinwand                                    | 1904                         |                                                                                              | | National Gallery of Art, Washington, D.C. |                                     |
| Mrs. Kern Dodge                                                                              | 398                                                  | Öl auf Leinwand                                    | 1904                         |                                                                                              | | Private Sammlung. Los Angeles |                                     |
| Mrs. Kern Dodge                                                                              | 399                                                  | Öl auf Leinwand                                    |                              |                                                                                              | | |                                     |
| Miss Beatrice Fenton (also known as "The Coral Necklace")                                    | 400                                                  | Öl auf Leinwand                                    | 1904                         |                                                                                              | | Butler Institute of American Art, Youngstown (Ohio)                                                                                           |                                     |
| William R. Hallowell                                                                         | 401                                                  | Öl auf Leinwand                                    | 1904                         |                                                                                              | | |                                     |
| Music                                                                                        | 402                                                  | Öl auf Leinwand                                    | 1904                         |                                                                                              | | Buffalo AKG Art Museum, Buffalo |                                     |
| Sketch for Music                                                                             | 403                                                  | Öl auf Leinwand montiert auf Pappe                 |                              |                                                                                              | | Philadelphia Museum of Art, Philadelphia, Pennsylvania                                                                                        |                                     |
| The Violinist                                                                                | 404                                                  | Öl auf Leinwand                                    | 1904                         |                                                                                              | | Hirshhorn Museum and Sculpture Garden, Washington, D.C.                                                                                       |                                     |
| Samuel Myers                                                                                 | 405                                                  | Öl auf Leinwand                                    | 1904                         |                                                                                              | | Hirshhorn Museum and Sculpture Garden, Washington, D.C.                                                                                       |                                     |
| Frank B.A. Linton                                                                            | 406                                                  | Öl auf Leinwand                                    | 1904                         |                                                                                              | | Hirshhorn Museum and Sculpture Garden, Washington, D.C.                                                                                       |                                     |
| Mrs. Edith Mahon                                                                             | 407                                                  | Öl auf Leinwand                                    | 1904                         |                                                                                              | | Smith College Museum of Art, Northampton (Massachusetts)                                                                                      |                                     |
| Rear-Admiral George W. Melville                                                              | 408                                                  | Öl auf Leinwand                                    | 1904                         |                                                                                              | | Philadelphia Museum of Art, Philadelphia, Pennsylvania                                                                                        |                                     |
| William Murray                                                                               | 409                                                  | Öl auf Leinwand                                    | ca. 1904                     |                                                                                              | | |                                     |
| Mrs. Matilda Searight                                                                        | 410                                                  | Öl auf Leinwand                                    | 1904                         |                                                                                              | | La Salle University art gallery, Philadelphia, Pennsylvania                                                                                   |                                     |
| Edward Taylor Snow                                                                           | 411                                                  | Öl auf Leinwand                                    | 1904                         |                                                                                              | | Philadelphia Museum of Art, Philadelphia, Pennsylvania                                                                                        |                                     |
| B.J. Blommers                                                                                | 412                                                  |                                                    | 1904                         |                                                                                              | | Toledo Museum of Art, Toledo |                                     |
| Mrs. B.J. Blommers                                                                           | 413                                                  |                                                    | 1904                         |                                                                                              | | |                                     |
| Charles P. Gruppe                                                                            | 414                                                  | Öl auf Leinwand                                    | 1904                         | 22" × 18"                                                                                    | | Private Sammlung. New York |                                     |
| A. Bryan Wall                                                                                | 414A                                                 | Öl                                                 |                              |                                                                                              | | Bowdoin College Museum of Art, Brunswick (Maine)                                                                                              |                                     |
| Joseph R. Woodwell                                                                           | 415                                                  | Öl auf Leinwand                                    | 1904                         |                                                                                              | | Carnegie Museum of Art, Pittsburgh |                                     |
| William H. MacDowell                                                                         | 416                                                  | Öl auf Leinwand                                    | ca. 1904                     |                                                                                              | | Memorial Art Gallery, University of Rochester, New York                                                                                       |                                     |
| Walter MacDowell                                                                             | 417                                                  | Öl auf Leinwand                                    | ca. 1904                     |                                                                                              | | Taubman Museum of Art, Roanoke (Virginia) |                                     |
| William H. Lippincott                                                                        | 418                                                  |                                                    | Spätes 1904 oder frühes 1905 |                                                                                              | | |                                     |
| Edward W. Redfield                                                                           | 419                                                  | Öl auf Leinwand                                    | 1905                         |                                                                                              | | National Academy of Design, New York City |                                     |
| Rear-Admiral George W. Melville                                                              | 420                                                  | Öl auf Leinwand                                    | 1905                         |                                                                                              | | National Gallery of Art, Washington, D.C. |                                     |
| Mrs. George Morris                                                                           | 421                                                  | Öl auf Leinwand                                    | 1905                         |                                                                                              | | |                                     |
| Professor William Smith Forbes                                                               | 422                                                  | Öl auf Leinwand                                    | 1905                         |                                                                                              | Vormals Thomas Jefferson University, Philadelphia, Pennsylvania bis 2007. | Private Sammlung |                                     |
| Charles L. Fussell                                                                           | 423                                                  | Öl auf Leinwand                                    | ca. 1905                     |                                                                                              | | Montclair Art Museum, Montclair (New Jersey)                                                                                                  |                                     |
| Study for Charles L. Fussell                                                                 | 423A                                                 | Öl                                                 | ca. 1905                     |                                                                                              | Vormals Hirshhorn Museum and Sculpture Garden. Für 27500US$ am 1. März 2012 bei Christie's versteigert. | |                                     |
| Miss Florence Einstein                                                                       | 424                                                  | Öl auf Leinwand                                    | 1905                         |                                                                                              | | Currier Museum of Art, Manchester (New Hampshire)                                                                                             |                                     |
| Monsignor Diomede Falconio                                                                   | 425                                                  | Öl auf Leinwand                                    | 1905                         |                                                                                              | | National Gallery of Art, Washington, D.C. |                                     |
| John B. Gest                                                                                 | 426                                                  | Öl auf Leinwand                                    | 1905                         |                                                                                              | | Museum of Fine Arts, Houston, Houston |                                     |
| Asbury.W. Lee                                                                                | 427                                                  | Öl auf Leinwand                                    | 1905                         |                                                                                              | | Reynolda House Museum of American Art, Winston-Salem                                                                                          |                                     |
| Miss Elizabeth L. Burton                                                                     | 428                                                  | Öl auf Leinwand                                    | ca. 1905                     |                                                                                              | | Minneapolis Institute of Arts, Minneapolis |                                     |
| Dr. Thomas H. Fenton                                                                         | 429                                                  | Öl auf Leinwand                                    | ca. 1905                     |                                                                                              | | Delaware Art Museum, Wilmington (Delaware) |                                     |
| Mrs. Louis Husson (Annie C. Lochrey)                                                         | 430                                                  | Öl auf Leinwand                                    | ca. 1905                     |                                                                                              | | National Gallery of Art, Washington, D.C. |                                     |
| Maurice Feeley                                                                               | 431                                                  | Öl auf Leinwand                                    | ca. 1905                     |                                                                                              | Vormals Hirshhorn Museum and Sculpture Garden. Für 27500US$ am 3. März 2011 bei Christie's versteigert | |                                     |
| Genjiro Yeto                                                                                 | 432                                                  |                                                    | 1906                         |                                                                                              | | |                                     |
| A Singer: Portrait of Mrs. W.H. Bowden                                                       | 433                                                  | Öl auf Leinwand                                    | 1906                         |                                                                                              | | Princeton University Art Museum, Princeton (New Jersey)                                                                                       |                                     |
| A Singer: Portrait of Mrs. Leigo                                                             | 434                                                  | Öl auf Leinwand                                    | ca. 1906                     |                                                                                              | | Berry-Hill Galleries, New York City |                                     |
| Richard Wood                                                                                 | 435                                                  | Öl auf Leinwand                                    | 1906                         |                                                                                              | | |                                     |
| Master Alfred Douty                                                                          | 436                                                  | Öl auf Leinwand                                    | 1906                         |                                                                                              | | Santa Barbara Museum of Art, Santa Barbara (Kalifornien)                                                                                      |                                     |
| A Little Girl                                                                                | 437                                                  | Öl auf Leinwand                                    | ca. 1906                     |                                                                                              | | Philadelphia Museum of Art, Philadelphia, Pennsylvania                                                                                        |                                     |
| Monsignor James P. Turner                                                                    | 438                                                  | Öl auf Leinwand                                    | ca. 1906                     |                                                                                              | | Nelson-Atkins Museum of Art, Kansas City (Missouri)                                                                                           |                                     |
| Sketches                                                                                     | 439                                                  | Öl auf Pappe                                       |                              |                                                                                              | Doppelseitig. Auf der Rückseite eine Skizze zu William Rush and His Model. | Philadelphia Museum of Art, Philadelphia, Pennsylvania                                                                                        |                                     |
| Thomas J. Eagan                                                                              | 440                                                  | Öl auf Leinwand                                    | 1907                         |                                                                                              | Für 240000US$ am 21. Mai 1998 bei Christie's versteigert. | Terra Museum, Chicago |                                     |
| Dr. Albert C. Getchell                                                                       | 441                                                  | Öl auf Leinwand                                    | 1907                         |                                                                                              | | North Carolina Museum of Art, Raleigh (North Carolina)                                                                                        |                                     |
| Dr. William Thomson                                                                          | 442                                                  | Öl auf Leinwand                                    | 1907                         |                                                                                              | | Mütter Museum, College of Physicians of Philadelphia, Philadelphia, Pennsylvania                                                              |                                     |
| Dr. William Thomson (unfinished)                                                             | 443                                                  | Öl auf Leinwand                                    |                              |                                                                                              | | National Gallery of Art, Washington, D.C. |                                     |
| Major Manuel Waldteufel                                                                      | 444                                                  | Öl auf Leinwand                                    | 1907                         |                                                                                              | Vormals French Benevolent Society of Philadelphia, 2003. Für 289000 am 21. Mai 2008 bei Christie's versteigert.                                                                                               | Hirschl and Adler Galleries, New York |                                     |
| William Rush and His Model (Brooklyn)                                                        | 445                                                  | Öl auf Leinwand                                    | 1908                         |                                                                                              | | Brooklyn Museum of Art, New York City |                                     |
| Sketch for William Rush and His Model (Brooklyn), G-445                                      | 446                                                  | Öl auf Holz                                        | 1908                         | 8¾ × 10                                                                                      | | |                                     |
| Sketch for William Rush and His Model (Brooklyn), G-445                                      | 447                                                  | Öl auf Holz                                        |                              |                                                                                              | | Hirshhorn Museum and Sculpture Garden, Washington, D.C.                                                                                       |                                     |
| Studies of Rush                                                                              | 448                                                  | Öl auf Holz                                        |                              |                                                                                              | Ursprünglich eine Collage mit G-448A und G-448B. | |                                     |
| Study of Rush                                                                                | 448A                                                 | Öl auf Holz                                        |                              |                                                                                              | Ursprünglich eine Collage mit G-448 und G-448B. | |                                     |
| Study of Rush                                                                                | 448B                                                 | Öl auf Holz                                        |                              |                                                                                              | Ursprünglich eine Collage mit G-448 and G-448A. | |                                     |
| Study of Rush Study for William Rush and His Model (Brooklyn), G-445.                        | 449                                                  | Öl auf Leinwand                                    |                              |                                                                                              | Für 100380US$ am 9. November 2009 bei Heritage Dallas versteigert. | |                                     |
| Study of the Negress (The Chaperone) Study for William Rush and His Model (Brooklyn), G-445. | 450                                                  | Öl auf Leinwand                                    | ca. 1908                     |                                                                                              | | National Gallery of Art, Washington, D.C. |                                     |
| William Rush and His Model (Honolulu)                                                        | 451                                                  | Öl auf Leinwand                                    | 1907–1908                    |                                                                                              | In Eakins Revealed (Seiten 369–371) behauptet Henry Adams, dass Williams (G-323) das nackte Modell für William Rush and his Model war. Weitere Studien: G-445, G-446, G-447, G-452, G-453 und G-454.          | Honolulu Museum of Art, Honolulu |                                     |
| The Model Study for William Rush and His Model (Honolulu), G-451                             | 452                                                  | Öl auf Leinwand                                    |                              |                                                                                              | Für 1273000US$ am 22. Mai 2008 bei Sotheby's versteigert. | Crystal Bridges Museum of American Art, Bentonville, Arkansas                                                                                 |                                     |
| William Rush and His Model                                                                   | 453                                                  | Öl auf Leinwand                                    | 1908                         |                                                                                              | | Smithsonian American Art Museum, Washington, D.C.                                                                                             |                                     |
| Study for "William Rush's Model"                                                             | 454                                                  | Öl auf Leinwand                                    | ca. 1908                     |                                                                                              | Zu G-439. Vormals Hirshhorn Museum and Sculpture Garden. Für 122500US$ bei Christie's versteigert. | |                                     |
| Miss Eleanor S.F. Pue                                                                        | 455                                                  | Öl auf Leinwand                                    | 1907                         |                                                                                              | | Virginia Museum of Fine Arts, Richmond (Virginia)                                                                                             |                                     |
| Miss Rebecca MacDowell                                                                       | 456                                                  | Öl auf Leinwand                                    | ca. 1908                     |                                                                                              | | |                                     |
| The Old-Fashioned Dress: Portrait of Miss Helen Parker                                       | 457                                                  | Öl auf Leinwand                                    | ca. 1908                     |                                                                                              | | Philadelphia Museum of Art, Philadelphia, Pennsylvania                                                                                        |                                     |
| Sketch for the Old-Fashioned Dress                                                           | 458                                                  | Öl auf Pappe                                       |                              |                                                                                              | | Sammlung von Mr. und Mrs. Daniel Dietrich II                                                                                                  |                                     |
| Study for the Old-Fashioned Dress                                                            | 459                                                  | Öl auf Leinwand                                    | 1908                         |                                                                                              | | Sammlung von Mr. und Mrs. Daniel Dietrich II                                                                                                  |                                     |
| Mrs. Lucy Langdon W. Wilson                                                                  | 460                                                  | Öl auf Leinwand                                    | 1908                         |                                                                                              | Für 60000US$ am 3. Dezember 1998 bei Sotheby's versteigert. | |                                     |
| Mrs. Lucy Langdon W. Wilson                                                                  | 461                                                  | Öl auf Leinwand                                    | Frühes 1909                  |                                                                                              | | |                                     |
| Dr. William P. Wilson                                                                        | 462                                                  | Öl auf Leinwand                                    | 1909                         |                                                                                              | | |                                     |
| Dr. Henry Beates Jr.                                                                         | 463                                                  | Öl auf Leinwand                                    | 1909                         |                                                                                              | | |                                     |
| Henry Beates                                                                                 | 464                                                  | Öl auf Leinwand                                    | ca. 1909                     |                                                                                              | | |                                     |
| Edward A. Schmidt                                                                            | 465                                                  | Öl auf Leinwand                                    | ca. 1909                     |                                                                                              | | |                                     |
| Reverend Cornelius J. O'Neill                                                                | 466                                                  | Öl auf Leinwand                                    | ca. 1909                     |                                                                                              | | |                                     |
| John J. Borie                                                                                | 467                                                  | Öl auf Leinwand                                    | 1896–98                      |                                                                                              | | Hood Museum of Art, Dartmouth College, Hanover (New Hampshire)                                                                                |                                     |
| Mrs. Nicholas Douty                                                                          | 468                                                  | Öl auf Leinwand                                    | 1910                         |                                                                                              | | Cummer Gallery of Art, Jacksonville, Florida                                                                                                  |                                     |
| Dr. Gilbert Lafayette Parker                                                                 | 469                                                  | Öl auf Leinwand                                    | 1910                         |                                                                                              | Für 125000 am 29. Mai 1986 bei Sotheby's versteigert. | |                                     |
| Mrs. Gilbert Parker                                                                          | 470                                                  | Öl auf Leinwand                                    | 1910                         |                                                                                              | | Museum of Fine Arts, Boston |                                     |
| Gilbert Sunderland Parker                                                                    | 471                                                  | Öl auf Leinwand                                    | 1910                         |                                                                                              | | |                                     |
| Ernest Lee Parker                                                                            | 472                                                  | Öl auf Leinwand                                    | 1910                         |                                                                                              | Vormals Westmoreland Museum of American Art. Für 101575US$ am 5. Dezember 2002 bei Christie's versteigert. | |                                     |
| President Rutherford B. Hayes                                                                | 473                                                  | Öl auf Leinwand                                    | 1912 oder 1913               |                                                                                              | | Philipse Manor Hall, Yonkers |                                     |
| Dr. Edward Anthony Spitzka                                                                   | 474                                                  | Öl auf Leinwand                                    | ca. 1913                     |                                                                                              | Eakins' letztes Gemälde. Nach der Aufnahme in Goodrichs Katalog 1933 zugeschnitten | Hirshhorn Museum and Sculpture Garden, Washington, D.C.                                                                                       |                                     |
| President Rutherford B. Hayes                                                                | 475                                                  |                                                    | 1877                         |                                                                                              | wahrscheinlich nicht erhalten | |                                     |
| James L. Wood                                                                                | 476                                                  |                                                    | ca. 1890                     |                                                                                              | wahrscheinlich nicht erhalten | |                                     |
| William Rudolf O’Donovan                                                                     | 477                                                  |                                                    | 1891 oder frühes 1892        |                                                                                              | wahrscheinlich nicht erhalten | |                                     |
| Miss Emily Sartain                                                                           | 478                                                  |                                                    | In den 1890ern               |                                                                                              | Wiedergefunden und 1957 an Rita und Daniel Fraad verkauft. Für 170000US$ am 1. Dezember 2004 bei Sotheby's versteigert.                                                                                       | |                                     |
| Miss Emily Sartain                                                                           | 479                                                  |                                                    | 1890er                       |                                                                                              | wahrscheinlich nicht erhalten | |                                     |
| Dr. Hugh A. Clarke                                                                           | 480                                                  |                                                    | ca. 1893                     |                                                                                              | wahrscheinlich nicht erhalten | |                                     |
| James MacAlister                                                                             | 481                                                  |                                                    | ca. 1893                     |                                                                                              | wahrscheinlich nicht erhalten | |                                     |
| Circus People                                                                                | 482                                                  |                                                    | Vor 1876                     |                                                                                              | Skizze. Er kann auch nicht helfen. | |                                     |
| Stewart Culin                                                                                | 483                                                  |                                                    | ca. 1899                     |                                                                                              | wahrscheinlich nicht dagegen | |                                     |
| Dr. George B. Wood                                                                           | 484                                                  |                                                    | ca. 1900                     |                                                                                              | wahrscheinlich nicht erhalten | |                                     |
| Dr. Patrick J. Garvey                                                                        | 485                                                  | Öl auf Leinwand                                    | 1902                         |                                                                                              | wahrscheinlich nicht erhalten | St. Charles Borromeo Seminary, Wynnewood (Pennsylvania)                                                                                       |                                     |
| Right Reverend Denis J. Dougherty                                                            | 486                                                  |                                                    | 1903                         |                                                                                              | | Private Sammlung |                                     |
| Mother Patricia Waldron                                                                      | 487                                                  |                                                    | 1903                         |                                                                                              | wahrscheinlich nicht erhalten, Skizze: G-375. | |                                     |
| Mrs. Margaret Jane Gish                                                                      | 488                                                  |                                                    | ca. 1903                     |                                                                                              | wahrscheinlich nicht erhalten | |                                     |
| Robert C. Ogden                                                                              | 489                                                  |                                                    |                              |                                                                                              | wahrscheinlich nicht erhalten | |                                     |
| Dr. J. William White                                                                         | 490                                                  |                                                    | 1904                         |                                                                                              | wahrscheinlich nicht erhalten | |                                     |
| Adolphie Borie                                                                               | 491                                                  |                                                    | ca. 1910                     |                                                                                              | wahrscheinlich nicht erhalten | |                                     |
| Mrs. Charles Lester Leonard                                                                  | 492                                                  |                                                    | 1895                         |                                                                                              | nicht erhalten | |                                     |
| Mrs. Hubbard                                                                                 | 493                                                  |                                                    | ca. 1895                     |                                                                                              | nicht erhalten | |                                     |
| Mrs. McKeever                                                                                | 494                                                  |                                                    | 1898                         |                                                                                              | nicht erhalten | |                                     |
| Bishop Edmond F. Prendergast                                                                 | 495                                                  | Öl auf Leinwand                                    | ca. 1903                     |                                                                                              | nicht erhalten | |                                     |
| Frank W. Stokes                                                                              | 496                                                  |                                                    | 1903                         |                                                                                              | nicht erhalten | |                                     |
| Edward S. Buckley                                                                            | 497                                                  |                                                    | 1906                         |                                                                                              | nicht erhalten | |                                     |
| Studies for William Rush and His Model                                                       | 498                                                  | Skulptur, Wachs                                    | 1876–1877                    |                                                                                              | Fünf Studien | Philadelphia Museum of Art, Philadelphia, Pennsylvania                                                                                        |                                     |
| The Mare "Josephine"                                                                         | 499                                                  | Skulptur, Bronze                                   | 1878, gegossen 1930          | Höhe: 22,125 Zoll (56,2 cm)                                                                  | | Philadelphia Museum of Art, Philadelphia, Pennsylvania                                                                                        |                                     |
| Horse Skeleton                                                                               | 500                                                  | Skulptur                                           | 1878                         | 11,25 × 14,375 × 2,125 Zoll (28,5 × 36,3 × 5,3 cm)                                           | | Hirshhorn Museum and Sculpture Garden, Washington, D.C.                                                                                       |                                     |
| The Mare "Josephine": Écorché                                                                | 501                                                  | Skulptur                                           | 1882                         | 22 × 24 × 4 Zoll (55,88 × 60,96 × 10,16 cm)                                                  | | National Gallery of Art, Washington, D.C. |                                     |
| The Mare "Josephine": Écorché                                                                | 502                                                  | Skulptur                                           | 1882                         | 22,25 × 31 × 3 Zoll (56,52 × 78,74 × 7,62 cm)                                                | | Pennsylvania Academy of the Fine Arts, Philadelphia, Pennsylvania                                                                             |                                     |
| Four models of horses for The Fairman Rogers Four-in-Hand                                    | 503                                                  | Skulptur, Bronze                                   | 1879, gegossen 1946          | Länge: 11,75 Zoll (29,8 cm) 11,875 Zoll (30,2 cm) 11,938 Zoll (30,3 cm) 12,25 Zoll (31,1 cm) | | Philadelphia Museum of Art, Philadelphia, Pennsylvania                                                                                        |                                     |
| Spinning                                                                                     | 504                                                  | Skulptur                                           | Spätes 1882 / frühes 1883    | 21 × 17,375 × 4,25 Zoll (53,24 × 44,133 × 10,8 cm)                                           | | Pennsylvania Academy of the Fine Arts, Philadelphia, Pennsylvania                                                                             |                                     |
| Knitting                                                                                     | 505                                                  | Skulptur                                           | 1881                         | 20,75 × 17,25 × 4,5 Zoll (52,7 × 43,82 × 11,43 cm)                                           | | Pennsylvania Academy of the Fine Arts, Philadelphia, Pennsylvania                                                                             |                                     |
| Arcadia                                                                                      | 506                                                  | Skulptur                                           | 1883                         | 11,875 × 24,25 × 2,375 Zoll (29,9 × 61,3 × 5,7 cm)                                           | Eine Bronze von 1930 in der Sammlung von Jamie Wyeth. | Hirshhorn Museum and Sculpture Garden, Washington, D.C.                                                                                       |                                     |
| An Arcadian                                                                                  | 507                                                  | Sculpture, painted plaster                         | 1883                         |                                                                                              | Susan Macdowell Eakins als Modell. | Pennsylvania Academy of the Fine Arts, Philadelphia, Pennsylvania                                                                             |                                     |
| The Youth Playing the Pipes                                                                  | 508                                                  | Sculpture, painted plaster                         | 1883                         | 20,125 × 11,5 × 1,75 in (51 × 29,1 × 4,2 cm)                                                 | Eine Bronze von 1930 im Hirshhorn Museum and Sculpture Garden. | Philadelphia Museum of Art, Philadelphia, Pennsylvania                                                                                        |                                     |
| Abraham Lincolns horse                                                                       | 509                                                  | Sculpture                                          | 1893–1894                    |                                                                                              | William Rudolf O’Donovan modellierte Abraham Lincoln. Ursprünglich in Verbindung mit G-509A. | Soldiers’ and Sailors’ Memorial Arch, Prospect Park, Brooklyn, New York City                                                                  |                                     |
| General Grant’s Horse                                                                        | 509A                                                 | Sculpture, bronze                                  | 1892                         |                                                                                              | William Rudolf O’Donovan modellierte Ulysses S. Grant. Ursprünglich G-509. | Soldiers’ and Sailors’ Memorial Arch, Prospect Park, Brooklyn, New York City                                                                  | Full-size plaster model of Clinker. |
| Clinker                                                                                      | 510                                                  | Sculpture, bronze                                  | 1892, cast 1930              | 6,25 × 6,25 × 2 in (15,8 × 15,8 × 4,9 cm)                                                    | | Hirshhorn Museum and Sculpture Garden, Washington, D.C.                                                                                       |                                     |
| Clinker                                                                                      | 511                                                  | Sculpture, painted plaster                         | 1892                         | 25.34 × 25.34 × 4.5 in (65.4 × 65.4 × 11,4 cm)                                               | Eine Bronze von 1930 im Philadelphia Museum of Art. | Philadelphia Museum of Art, Philadelphia, Pennsylvania                                                                                        |                                     |
| Billy                                                                                        | 512                                                  | Sculpture, plaster                                 | ca. 1892–1893                |                                                                                              | | |                                     |
| The American Army Crossing the Delaware                                                      | 513                                                  | Sculpture, bronze relief                           | ca. 1893                     |                                                                                              | | New Jersey State Museum, Trenton, New Jersey                                                                                                  |                                     |
| The Opening of the Fight, The Battle of Trenton                                              | 514                                                  | Sculpture, bronze relief                           | ca. 1893                     |                                                                                              | | New Jersey State Museum, Trenton, New Jersey                                                                                                  |                                     |
| Man on Horseback: Relief                                                                     | 514A                                                 |                                                    |                              |                                                                                              | | Hirshhorn Museum and Sculpture Garden, Washington, D.C.                                                                                       |                                     |
| Mrs. Mary Hallock Greenewalt                                                                 | 515                                                  | Sculpture, bronze relief                           | 1905                         |                                                                                              | | Delaware Art Museum, Wilmington, Delaware |                                     |